# Alto Milanese
Con il termine Alto Milanese (Alt Milanes in lombardo), anche chiamato Altomilanese, viene indicato il territorio della Lombardia che comprende la parte nord-occidentale della città metropolitana di Milano, la parte meridionale della provincia di Varese e alcuni comuni della parte sud-occidentale della provincia di Como. Corrisponde in gran parte con una delle province italiane progettate in passato: la provincia del Seprio. L'Alto Milanese può essere suddiviso in quattro zone aventi come centro principale le loro rispettive maggiori città: il Bustese, il Legnanese, il Gallaratese e il Saronnese. I maggiori fiumi dell'Alto Milanese sono l'Olona e il Ticino, mentre tra i torrenti degni di nota sono l'Arno, il Tenore, il Bozzente, la Lura, il Rile e lo Strona.
Il nucleo centrale dell'Alto Milanese è costituito dalla conurbazione dell'Olona, ovvero dall'area urbana comprendente, da nord a sud, le città di Gallarate, Busto Arsizio, Legnano.. L'Alto Milanese, che è una delle zone più industrializzate e più densamente popolate d'Italia, ha una popolazione di circa 700 000 abitanti distribuiti su una superficie di 235 chilometri quadrati. La rete di comunicazione primaria è costituita dall'Autostrada dei laghi (A8 Milano-Varese, A9 Lainate-Como-Chiasso e A26 diramazione Gallarate-Gattico), dalla strada statale 33 del Sempione, dalla strada statale 233 Varesina, dalla strada statale 527 Bustese e dalle linee ferroviarie Domodossola-Milano, Luino-Gallarate e Gallarate-Varese (gestite dalla società Rete Ferroviaria Italiana) e dalla linea Saronno-Novara con la sua diramazione Sacconago-Malpensa Aeroporto (gestita da Ferrovienord).
Il territorio, che vede la presenza di corsi d'acqua e un clima temperato, fu protagonista dello sviluppo di insediamenti fin dall'antichità. Durante l'Alto Medioevo l'Alto Milanese fu diviso tra i contadi del Seprio (capoluogo Castelseprio) e della Burgaria (probabilmente legata a Parabiago), due contee dipendenti dalla marca di Lombardia; tra i secoli XIII e XV, con la dissoluzione e la scomparsa dei due contadi, l'Alto Milanese cominciò a distinguersi come zona d'influenza di Busto Arsizio, Legnano e Gallarate. Nel Basso Medioevo l'Alto Milanese fu teatro della battaglia di Legnano e della battaglia di Parabiago. Nell'Alto Milanese è diffuso il dialetto lombardo occidentale, variante locale della lingua lombarda, lingua romanza derivata dal latino avente substrato celtico e superstrato longobardo.
Degni di nota, tra gli eventi organizzati nell'Alto Milanese, sono il palio di Legnano e il Busto Arsizio Film Festival. Il palio di Legnano è una festa tradizionale che si svolge annualmente a Legnano dal 1935 per commemorare l'omonima battaglia dove trovano spazio una sfilata storica e una corsa ippica tra le otto contrade storiche di Legnano che chiude la manifestazione. Il Busto Arsizio Film Festival è un festival cinematografico di rilievo nazionale i cui obiettivi sono quelli di valorizzare le produzioni italiane di qualità. Tra le competizioni sportive organizzate nell'Alto Milanese ci sono le corse campestri Campaccio e Cinque Mulini (entrambe incluse nel circuito internazionale dei Cross Country Permit della World Athletics), la gara ciclistica Coppa Bernocchi, che fa parte del Trittico Lombardo, e il torneo San Giorgio su Legnano scacchi. Nell'Alto Milanese si sono svolti i Campionati europei di corsa campestre 2006 e il Campionato europeo di scherma 2012, con i primi che si sono disputati a San Giorgio su Legnano e il secondo a Legnano. Originari dell'Alto Milanese sono i bruscitti, secondo piatto a base di carne di manzo tagliata finemente e cotta per lungo tempo.

## Geografia fisica

### Territorio

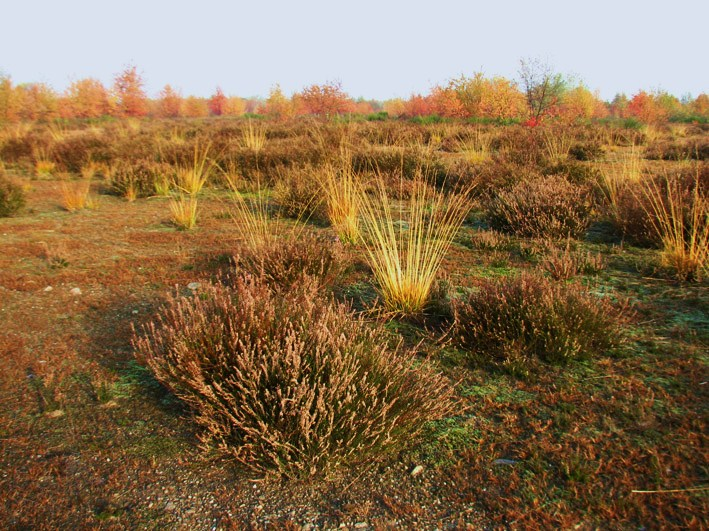
La brughiera nei pressi della Cascina Malpensa durante la fioritura autunnale del brugo. Da questa corte lombarda ha preso il nome l'Aeroporto di Milano-Malpensa

Il territorio dell'Alto Milanese può essere geograficamente diviso in due zone. La zona centro-settentrionale è collinare, con alcune vallate, come la Valle Olona e la Valle dell'Arno. Nella zona meridionale si estende invece l'alta Pianura Padana. Il suolo, che è principalmente composto da ciottoli, ghiaia, sabbia e argilla, era un tempo coperto da un sottile strato di humus poco adatto alla crescita di boschi e alla coltivazione agricola, così da essere in gran parte brughiera.
Nel corso dei secoli, grazie al lavoro di fertilizzazione operato dai contadini locali e alla costruzione di canali artificiali, il territorio dell'Alto Milanese è stato reso coltivabile. Fino al XIX secolo il paesaggio comprendeva la brughiera e le coltivazioni di vite e cereali, mentre attualmente l'attività agricola è poco differenziata e il mais è la coltura principale.
Secondo la classificazione sismica l'Alto Milanese è in zona 4 (sismicità irrilevante), come stabilito dall'ordinanza PCM n. 3274 del 20 marzo 2003.

### Idrografia

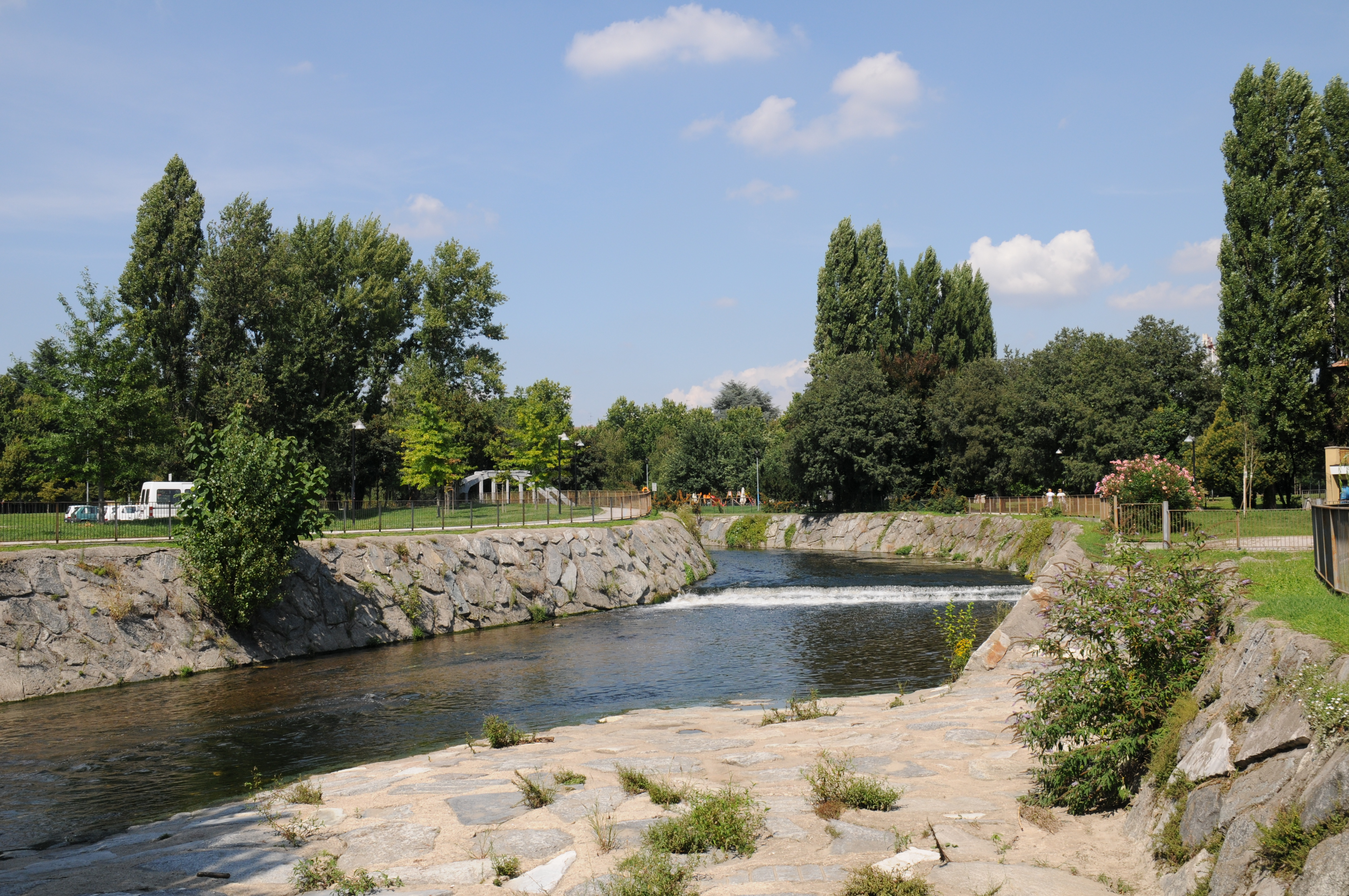
Il fiume Olona a Legnano

A nord interessano l'Alto Milanese il Lago Maggiore (Sesto Calende e Angera), il Lago di Comabbio e il Lago di Monate. I maggiori fiumi sono l'Olona e il Ticino. Vi sono numerosi torrenti, tra i quali l'Arno, il Tenore, il Bozzente, la Lura, il Rile e lo Strona. Il fiume Olona ha portato a un notevole sviluppo urbano e industriale lungo il suo corso: sulle sue sponde sono fiorite infatti numerose attività produttive, in particolare industrie tessili, meccaniche e chimiche, che originariamente sfruttavano le sue acque per movimentare i macchinari. Grazie a questo sviluppo, prevalentemente autonomo rispetto a quello della restante parte dell'area metropolitana di Milano, l'Alto Milanese è una tra le più industrializzate e urbanizzate dell'hinterland settentrionale di Milano.
I principali corsi d'acqua del Bustese, uno dei territori dell'Alto Milanese, sono l'Olona e i suoi affluenti Rile e Tenore. Corsi d'acqua minori sono il Fontanile di Tradate, il Riale delle Selve, il Mornaga, il Valdessera, la Selvagna, il Marubbio, il Riale di Torba e il Bozzone. Nel Bustese non vi sono specchi d'acqua importanti, mentre vi sono numerosi stagni alimentati dai vari riali e da alcune risorgive, di cui i maggiori sono lo Stagno Boza, lo Stagno di Torba, il Laghetto Madonnetta. Nel Gallaratese, invece, i corsi d'acqua sono il Ticino e i suoi affluenti Arno e Strona. Nel Legnanese scorre l'Olona, mentre il Saronnese è attraversato dal torrente Lura, che nasce nel territorio del comune di Bizzarone e sfocia nell'Olona. Degni di nota sono anche i canali artificiali, come il Canale Villoresi e il Naviglio Grande, che attraversano entrambi l'Alto Milanese.

### Clima

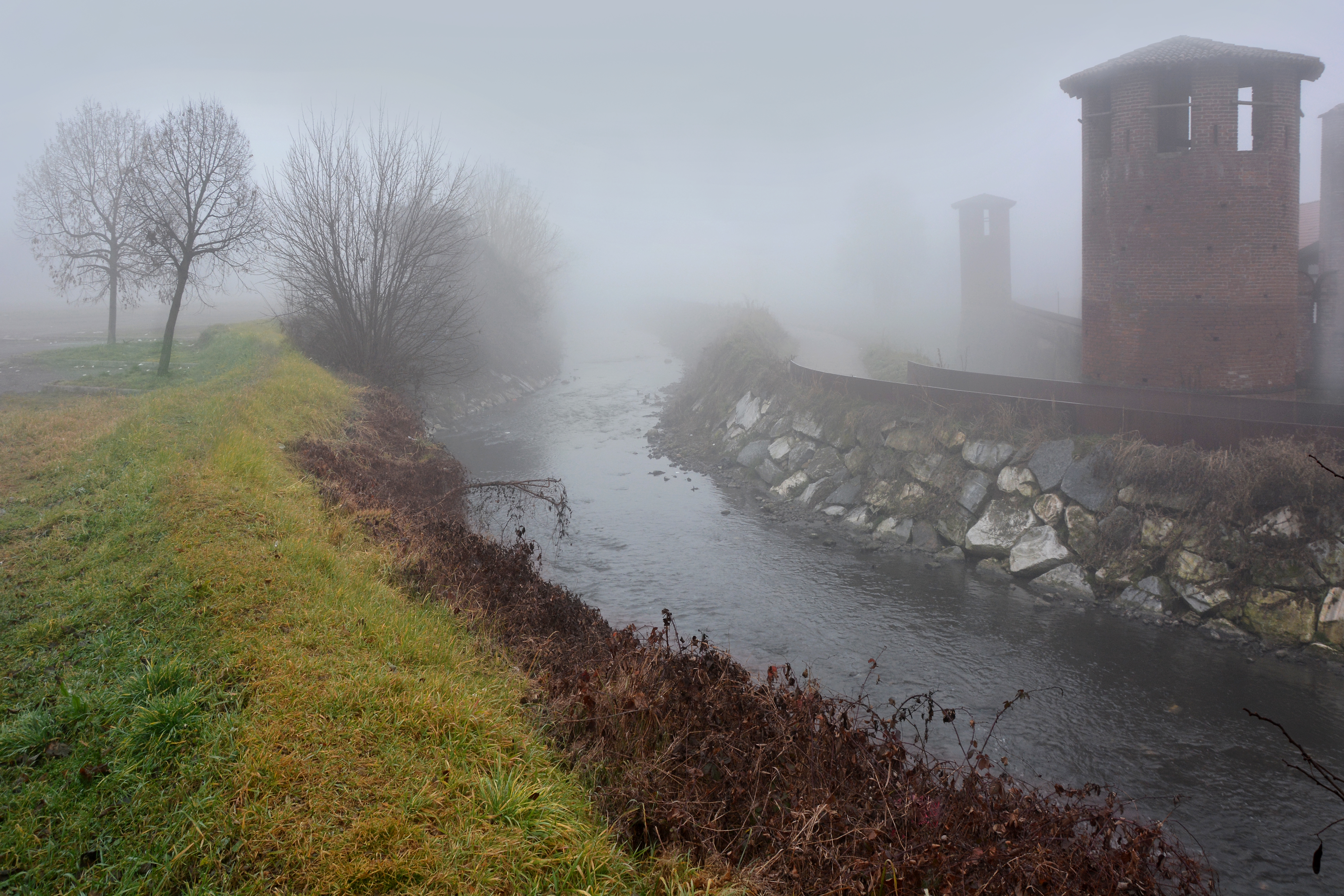
Nebbia al castello Visconteo di Legnano

Il clima dell'Alto Milanese è caratterizzato da un'ampia escursione termica annuale, con temperature minime basse in inverno (-4/-6 °C, anche con punte fino a -7/-10 °C) e massime elevate in estate (30-32 °C, talvolta con punte di 35 °C). La piovosità è principalmente nei mesi primaverili e autunnali, anche se nelle estati calde e umide sono frequenti i temporali.
La caratteristica conformazione a "conca" della Pianura Padana fa sì che sia in inverno che in estate vi sia un notevole ristagno dell'aria, con effetti diversi nelle due stagioni: in inverno, infatti, quando vi è un accumulo freddo e scarsità di vento, si forma una marcata inversione termica, che può perdurare anche diversi giorni, specie nelle giornate umide e nebbiose, causando giornate molto rigide e gelo intenso, mentre in estate essa causa violenti rovesci temporaleschi.
I dati provenienti dalla stazione meteorologica di Milano Malpensa indicano, in base alla media trentennale di riferimento (1961-1990) per l'Organizzazione mondiale della meteorologia, che la temperatura minima del mese più freddo, gennaio, si attesta attorno a −4 °C, mentre quella massima del mese più caldo, luglio, è intorno ai 28 °C. Le precipitazioni medie annue sono superiori ai 1 000 mm e presentano un picco primaverile e autunnale, con un minimo relativo invernale.
| MILANO MALPENSA (1961-1990)      | Mesi         | Mesi         | Mesi         | Mesi        | Mesi        | Mesi        | Mesi        | Mesi        | Mesi        | Mesi        | Mesi         | Mesi         | Stagioni | Stagioni | Stagioni | Stagioni | Anno    |
| MILANO MALPENSA (1961-1990)      | Gen          | Feb          | Mar          | Apr         | Mag         | Giu         | Lug         | Ago         | Set         | Ott         | Nov          | Dic          | Inv      | Pri      | Est      | Aut      | Anno    |
| -------------------------------- | ------------ | ------------ | ------------ | ----------- | ----------- | ----------- | ----------- | ----------- | ----------- | ----------- | ------------ | ------------ | -------- | -------- | -------- | -------- | ------- |
| T. max. media (°C)               | 6,1          | 8,6          | 13,1         | 17,0        | 21,3        | 25,5        | 28,6        | 27,6        | 24,0        | 18,2        | 11,2         | 6,9          | 7,2      | 17,1     | 27,2     | 17,8     | 17,3    |
| T. min. media (°C)               | −4,4         | −2,5         | 0,4          | 4,3         | 9,0         | 12,6        | 15,3        | 14,8        | 11,5        | 6,4         | 0,7          | −3,6         | −3,5     | 4,6      | 14,2     | 6,2      | 5,4     |
| T. max. assoluta (°C)            | 21,0 (1982)  | 24,4 (1990)  | 25,4 (1990)  | 28,0 (1975) | 30,7 (1979) | 34,3 (1965) | 37,0 (1983) | 35,8 (1974) | 33,9 (1988) | 28,1 (1986) | 22,8 (1964)  | 21,1 (1967)  | 24,4     | 30,7     | 37,0     | 33,9     | 37,0    |
| T. min. assoluta (°C)            | −18,0 (1985) | −15,6 (1987) | −12,2 (1971) | −6,1 (1970) | −5,2 (1979) | 0,6 (1974)  | 4,7 (1974)  | 4,7 (1979)  | 0,5 (1976)  | −5,3 (1974) | −13,6 (1988) | −15,2 (1973) | −18,0    | −12,2    | 0,6      | −13,6    | −18,0   |
| Nuvolosità (okta al giorno)      | 4,8          | 4,6          | 4,4          | 4,7         | 4,9         | 4,4         | 3,6         | 3,9         | 3,8         | 4,1         | 4,9          | 4,6          | 4,7      | 4,7      | 4,0      | 4,3      | 4,4     |
| Precipitazioni (mm)              | 67,5         | 77,1         | 99,7         | 106,3       | 132,0       | 93,3        | 66,8        | 97,5        | 73,2        | 107,4       | 106,3        | 54,6         | 199,2    | 338,0    | 257,6    | 286,9    | 1 081,7 |
| Giorni di pioggia                | 6            | 6            | 8            | 9           | 10          | 9           | 6           | 8           | 6           | 7           | 8            | 6            | 18       | 27       | 23       | 21       | 89      |
| Umidità relativa media (%)       | 78           | 76           | 69           | 73          | 74          | 74          | 74          | 73          | 74          | 77          | 80           | 80           | 78       | 72       | 73,7     | 77       | 75,2    |
| Pressione a 0 metri s.l.m. (hPa) | 1 019        | 1 017        | 1 016        | 1 014       | 1 015       | 1 016       | 1 016       | 1 015       | 1 018       | 1 020       | 1 016        | 1 017        | 1 017,7  | 1 015    | 1 015,7  | 1 018    | 1 016,6 |
| Vento (direzione-m/s)            | N 3,3        | N 3,3        | N 3,4        | N 3,5       | N 3,3       | N 3,2       | N 3,1       | N 3,0       | N 3,1       | N 3,1       | N 3,4        | N 3,3        | 3,3      | 3,4      | 3,1      | 3,2      | 3,3     |

## Storia

### Preistoria

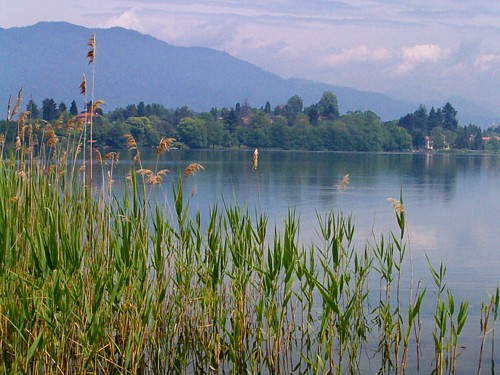
Sponda del Lago di Monate, dove sono stati trovati insediamenti palafitticoli

L'Alto Milanese, che vede la presenza di corsi d'acqua e un clima temperato, fu protagonista dello sviluppo di insediamenti fin dalla preistoria. A Cadrezzate e sulle zone in riva al Lago di Monate sono stati ritrovati, in località Il Sabbione, insediamenti palafitticoli, che nel 2011 sono stati inseriti nella lista dei Patrimoni dell'umanità dell'UNESCO insieme ad altri antichi insediamenti sulle Alpi palafitticoli di età preistorica. 

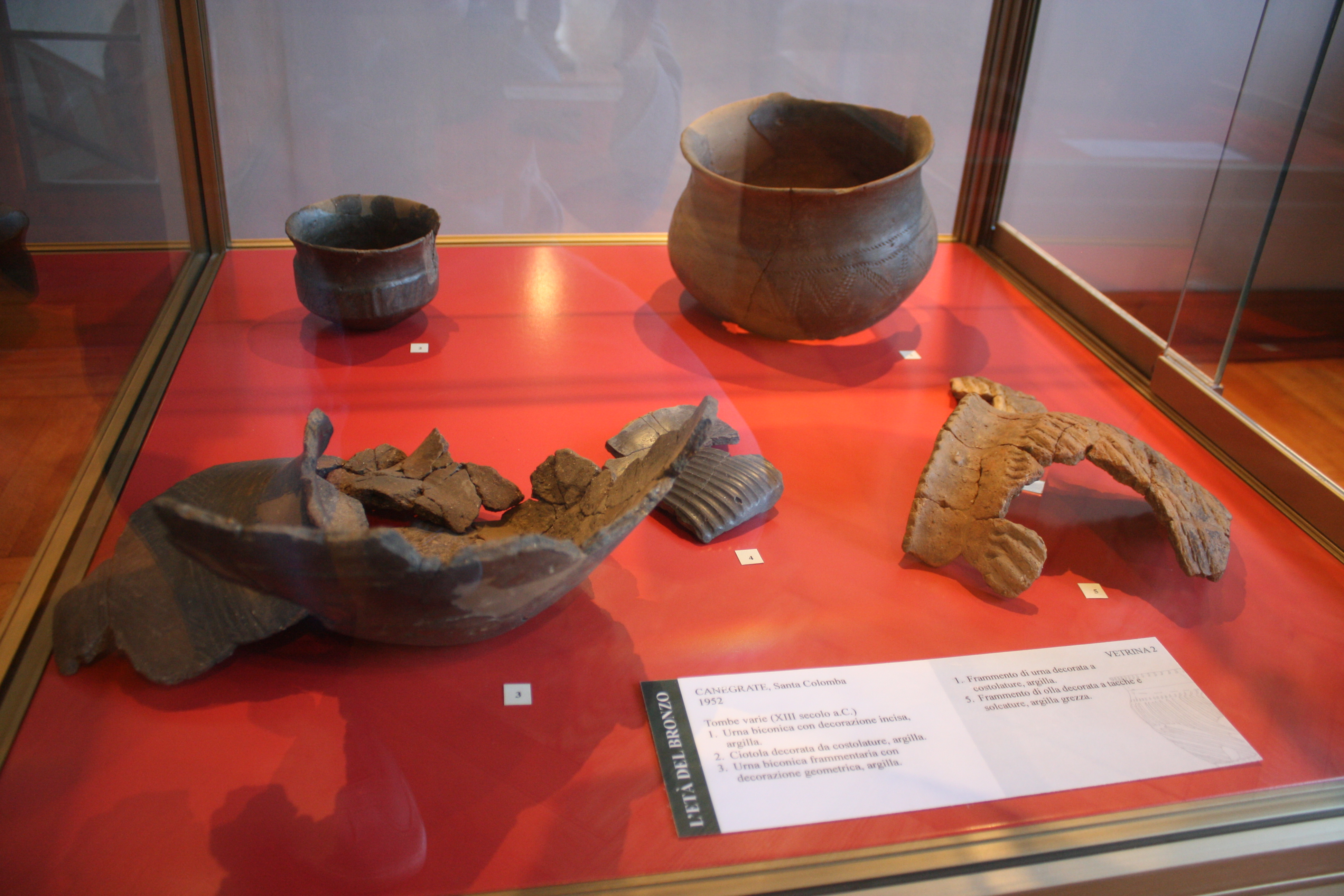
Reperti della cultura di Canegrate conservati presso il museo civico Guido Sutermeister di Legnano

Tali popolazioni, secondo le ipotesi degli studiosi, migrarono poi a sud attraverso l'Alto Milanese in seguito a un forte incremento demografico. Dai reperti archeologici trovati, si può dedurre che la Valle Olona fosse – già in preistoria – una rilevante via di comunicazione.
D'epoca successiva fu lo sviluppo della cultura di Canegrate prima (a partire dal XIII secolo a.C.) e della cultura di Golasecca poi (tra i secoli IX e IV a.C.), i cui nomi derivano dalle rispettive località dove vennero effettuati i primi scavi, che portarono alla scoperta di queste culture preistoriche.
In particolare la cultura di Canegrate è stata una civiltà protostorica che si è sviluppata in pianura padana dall'età del bronzo sui territori della Lombardia occidentale, del Piemonte orientale e del Canton Ticino. Le testimonianze materiali trovate a Canegrate erano costituite da una necropoli formata da 165 tombe, all'interno delle quali erano presenti oggetti metallici e ceramici. Il ritrovamento di Canegrate è costituito da una così elevata concentrazione di sepolture, che ha pochi eguali nell'Italia settentrionale.
La cultura di Golasecca è una cultura della prima età del Ferro costituita da cinquanta tombe con ceramiche e oggetti metallici. Le testimonianze materiali si trovano sparse in un ampio territorio di 20 000 km² a sud delle Alpi, compreso tra i fiumi Po, Serio e Sesia delimitato a nord dai valichi alpini. La maggiore densità di ritrovamenti si è avuta nella fascia collinare subalpina, con una continuità di circa un millennio, ed è questa l'area che ha visto lo sviluppo dei due epicentri della cultura stessa, che sono le zone di Sesto Calende-Golasecca-Castelletto Ticino e l'area nei dintorni di Como.

### Le popolazioni preromane

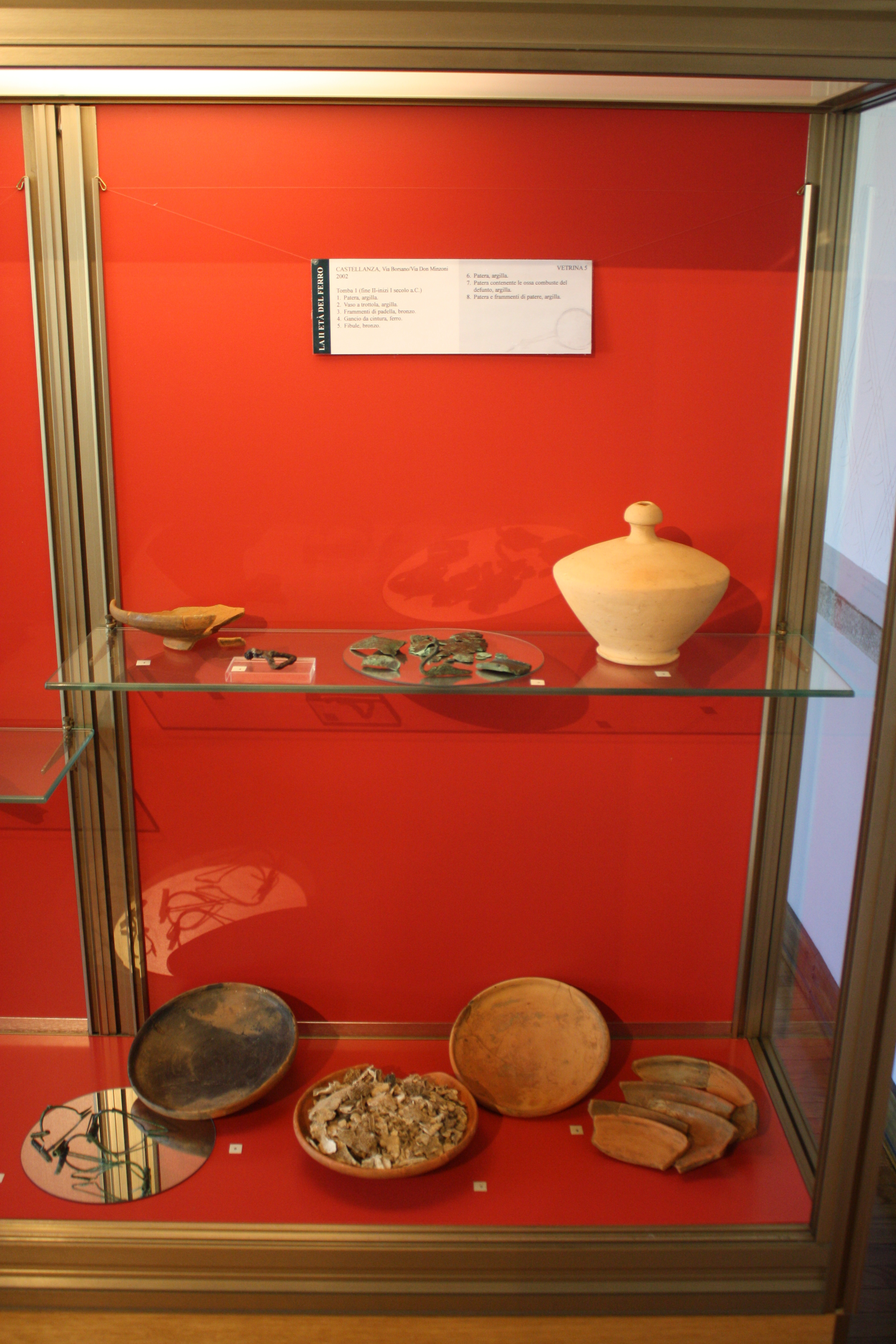
Ritrovamenti d'età romana (fine II-inizi I sec. a.C.) dell'epoca della conquista romana della Gallia Cisalpina, che risentono ancora dell'influenza celtica. Sono stati rinvenuti a Castellanza nel 2002 e sono conservati presso il museo civico Guido Sutermeister di Legnano

In una serie di campagne di scavi effettuate nell'Alto Milanese sono stati scoperti dei reperti risalenti all'insediamento in Pianura Padana dei Celti, che sono databili tra il IV e il I secolo a.C. e che sono collegati alla cultura di La Tène. Nell'Alto Milanese sono stati anche trovati reperti collegati agli Etruschi e ai Veneti con scavi effettuati, rispettivamente, a Vergiate e a Sesto Calende.
I ritrovamenti archeologici risalenti al periodo storico immediatamente successivo alla conquista romana della pianura padana continuano a essere caratterizzati da marcati tratti celtici, che si dissolvono gradualmente fino a scomparire nell'Età augustea, cioè fino a quando la romanizzazione dell'Alto Milanese venne completata.

### Epoca romana

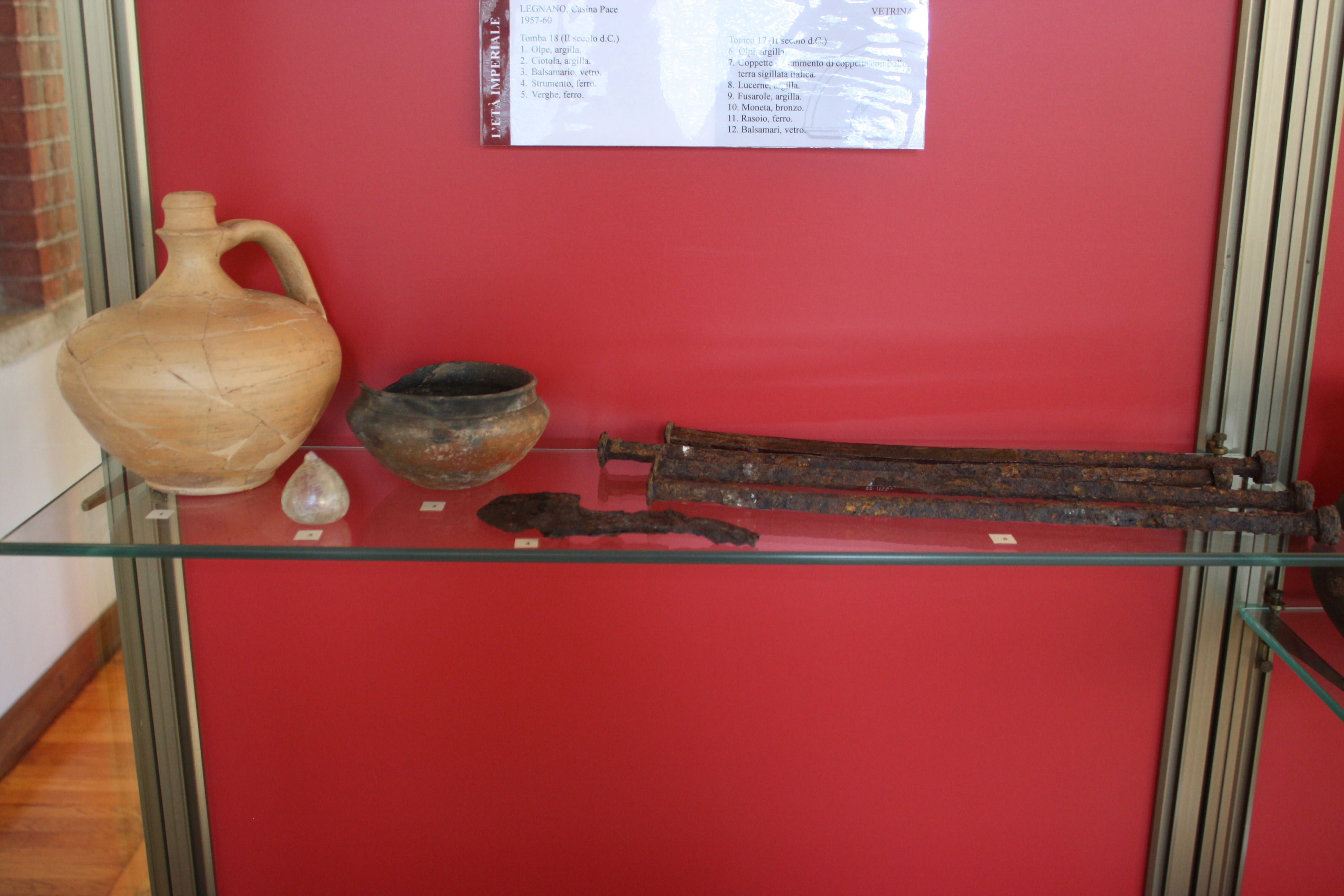
Ritrovamenti di epoca romana (II sec. d.C.) rinvenuti a Legnano tra il 1957 e il 1960 presso Casina Pace. Sono un'olpe in argilla, una ciotola in argilla, un balsamario in vetro, uno strumento in ferro e delle verghe in ferro. Sono conservati presso il museo civico Guido Sutermeister di Legnano

Gli antichi Romani non perseguirono un'assimilazione forzata delle popolazioni conquistate, ma consentirono agli abitanti dell'Alto Milanese di continuare a professare la loro religione, utilizzare la loro lingua e mantenere le proprie tradizioni. La romanizzazione della zona avvenne quindi per gradi. La fusione tra le due culture è testimoniata dai reperti ascrivibili all'Età augustea, che gradualmente perdono le caratteristiche legate alla civiltà celtica assumendo quelle tipiche della cultura romana.
In epoca imperiale romana gli abitanti dell'Alto Milanese erano organizzati amministrativamente in vicus, comunità che poi diedero origine a molti dei moderni comuni. Dai pochi e vitali insediamenti rurali dell'epoca repubblicana si passò, in era imperiale, a una comunità più numerosa e organizzata con un tessuto urbanistico formato da piccoli insediamenti isolati nella campagna che ruotavano intorno al centro rurale più grande. Queste comunità rurali avevano una buona produttività agricola. Con la crisi e poi con la caduta dell'Impero romano d'Occidente, anche l'Alto Milanese conobbe una fase di decadenza sociale ed economica.
In epoca romana l'Alto Milanese era attraversato da due importanti strade romane, la via Mediolanum-Bilitio e la via Mediolanum-Verbannus. La via Mediolanum-Bilitio metteva in comunicazione Mediolanum (la moderna Milano) con Bilitio (Bellinzona) o forse anche Curia Raetorum (Coira) passando da Varisium (Varese) e, solo ipoteticamente, da Luganum (Lugano). Questa strada, oltre Bellinzona, tramite il Mons Vaium (Passo del San Bernardino) o il Lucomagno, puntava verso Coira e si connetteva ad altre vie commerciali dirette in Rezia e oltre le Alpi.
La via Mediolanum-Verbannus congiungeva invece Mediolanum (la moderna Milano) con il Verbannus Lacus (il Lago Verbano, ovvero il Lago Maggiore e poi con il passo del Sempione, grazie al quale si potevano valicare le Alpi). Secondo una teoria ottocentesca fu ampliata dall'imperatore Settimio Severo. Questa strada, finalizzata al trasporto terrestre, era integrata da vie d'acqua, il cui asse principale era il fiume Olona. Lungo questa direttrice i trasporti erano quindi sia terrestri che acquatici. Larga parte del tracciato della via Mediolanum-Verbannus, che venne utilizzato anche nel Medioevo e nei secoli seguenti, fu ripreso da Napoleone Bonaparte per realizzare la strada statale del Sempione.

### Medioevo

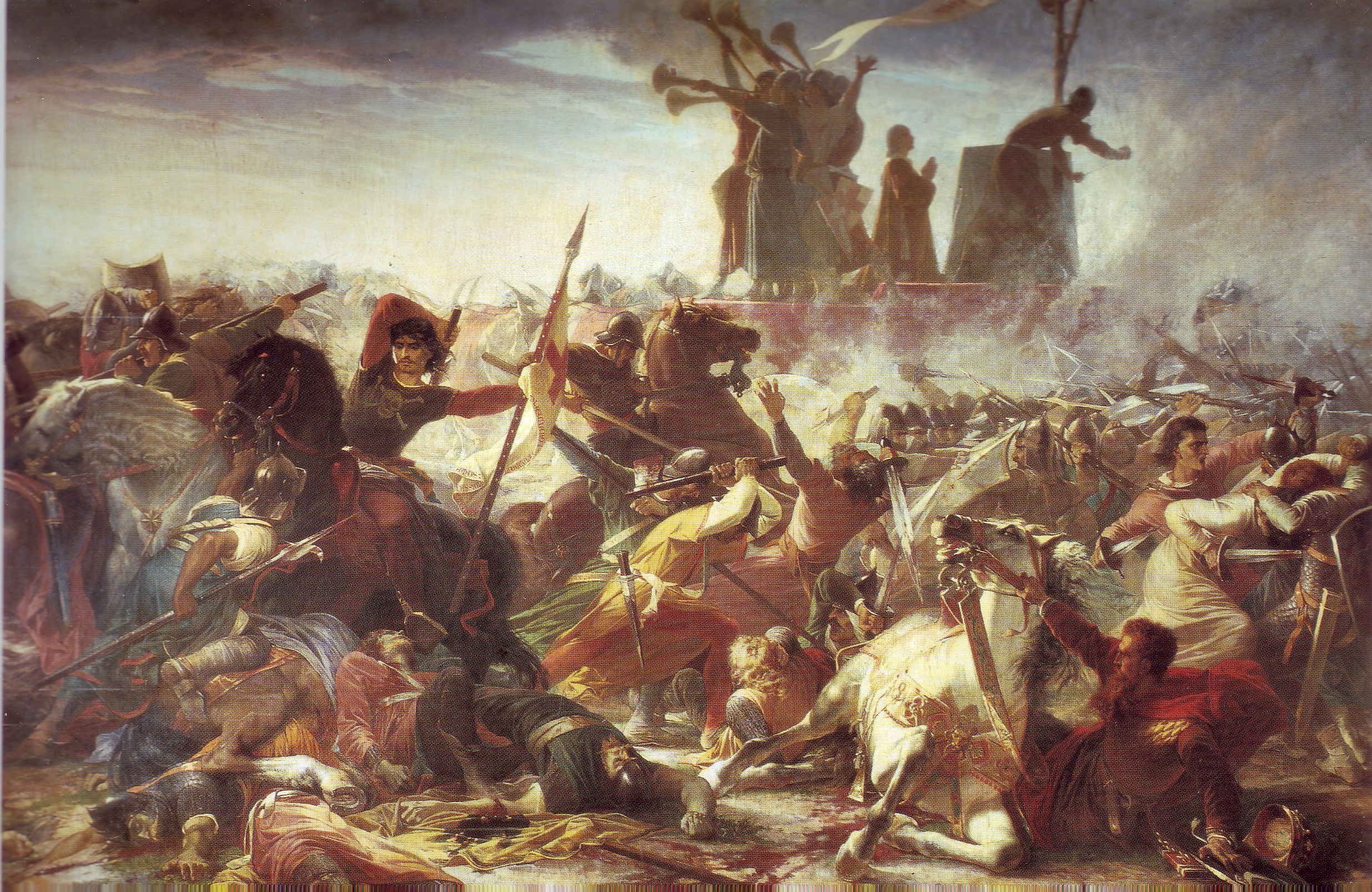
La Battaglia di Legnano di Amos Cassioli (1860), dipinto conservato presso la Galleria di Arte Moderna di Palazzo Pitti a Firenze

Durante l'Alto Medioevo l'Alto Milanese fu diviso tra i contadi del Seprio (capoluogo Castelseprio) e della Burgaria (probabilmente legata a Parabiago), due contee dipendenti dalla marca di Lombardia; tra i secoli XIII e XV, con la dissoluzione e la scomparsa dei due contadi, l'Alto Milanese cominciò a distinguersi come zona d'influenza di Busto Arsizio, Legnano e Gallarate.
Nel Basso Medioevo l'Alto Milanese fu teatro della battaglia di Legnano, combattuta tra l'esercito imperiale di Federico Barbarossa e le truppe della Lega Lombarda il 29 maggio 1176 tra le località di Legnano e Borsano. Lo scontro fu cruciale nella lunga guerra intrapresa dal Sacro Romano Impero Germanico per tentare di affermare il suo potere sui comuni dell'Italia settentrionale, che decisero di mettere da parte le reciproche rivalità alleandosi in un'unione militare guidata simbolicamente da papa Alessandro III, la Lega Lombarda.

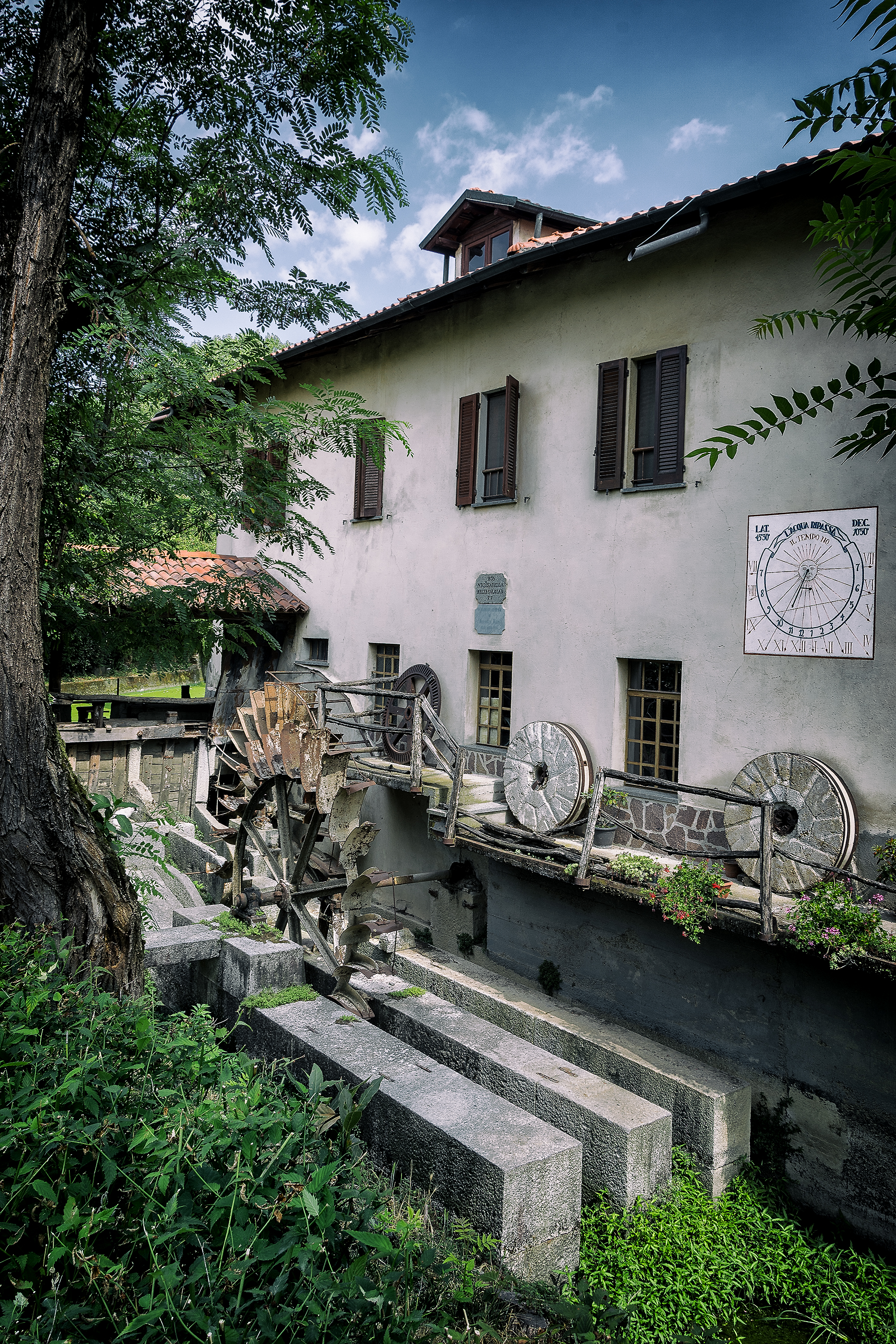
Scorcio del mulino Meraviglia di San Vittore Olona, uno dei mulini ad acqua sul fiume Olona

La battaglia pose fine alla quinta e ultima discesa in Italia dell'imperatore Federico Barbarossa, che dopo la sconfitta di Legnano cercò di risolvere la questione italiana tentando l'approccio diplomatico. Questo sfociò qualche anno più tardi nella pace di Costanza (25 giugno 1183), con la quale l'imperatore riconobbe la Lega Lombarda dando concessioni amministrative, politiche e giudiziarie ai comuni e ponendo ufficialmente fine al suo tentativo di egemonizzare l'Italia settentrionale.
Alla battaglia fa riferimento il Canto degli Italiani di Goffredo Mameli e Michele Novaro, che recita: « [...] Dall'Alpi a Sicilia dovunque è Legnano [...]» in ricordo della vittoria delle popolazioni italiane su quelle straniere. Grazie a questo scontro, Legnano è l'unica città, oltre a Roma, a essere citata nell'inno nazionale italiano. A Legnano, per commemorare la battaglia, si svolge annualmente dal 1935, nell'ultima domenica di maggio, il Palio cittadino. In ambito istituzionale, la data del 29 maggio è stata scelta come festa regionale della Lombardia.
L'Alto Milanese fu anche teatro della battaglia di Parabiago, scontro verificatosi il 21 febbraio 1339 nelle campagne attorno a Parabiago e Nerviano, tra le truppe milanesi da Azzone Visconti, guidate da Luchino Visconti, contro i ribelli della Compagnia di San Giorgio guidati da Lodrisio Visconti, pretendenti al titolo di Signore di Milano; questo scontro si risolse con la vittoria di Azzone Visconti.
A partire dal Medioevo la presenza dell'acqua dell'Olona portò alla costruzione di mulini lungo il fiume. I mulini servivano a macinare il grano, ma anche a far funzionare i macchinari degli artigiani come seghe, magli, ecc. Come conseguenza l'attività molinatoria diventò una grande fonte di guadagno, fonte di guadagno che si accostò alle più tradizionali attività agricole quali la coltivazione del grano e della vite. Il più antico scritto giunto sino a noi nel quale si menziona un impianto molinatorio sull'Olona è del 1043; questo mulino, che era di proprietà di Pietro Vismara, si trovava tra Castegnate e la località Gabinella a Legnano.

### Epoca moderna

Un panorama di Legnano del 1908 dal campanile della basilica di san Magno. Al centro si possono riconoscere gli stabilimenti della Franco Tosi, a destra la De Angeli-Frua, oggi non più esistente

L'attività principale su cui si basava l'economia dell'Alto Milanese del XVI secolo era l'agricoltura. I contadini dell'Alto Milanese coltivano principalmente cereali (miglio e frumento), la vite e il gelso, che è alla base dell'allevamento dei bachi da seta. In particolare, la storia della viticoltura nell'Alto Milanese affondava le sue radici nell'epoca imperiale romana. Anche l'Alto Milanese venne funestato dall'epidemia di peste del 1630, pandemia raccontata anche da Alessandro Manzoni ne I promessi sposi, che falcidiò la popolazione.
L'industrializzazione dell'Alto Milanese è avvenuta nei primi decenni del XIX secolo. Ciò che ebbe un peso determinante nella genesi di questo processo furono la tradizione di artigianato e quella di manifattura domestica che erano presenti nel tessuto produttivo della zona già da qualche secolo; tali attività erano praticate per integrare il lavoro nei campi. 

Etichetta di una bottiglia del vino Colli di Sant'Erasmo (qui chiamato "Ronchi di Sant'Erasmo") risalente all'inizio del Novecento. Nella parte superiore, un'immagine dell'Ospizio Sant'Erasmo

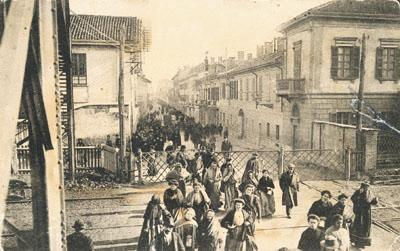
Uscita degli operai all'incrocio tra via XX Settembre e la ferrovia Mediterranea (oggi viale della Gloria) a Busto Arsizio

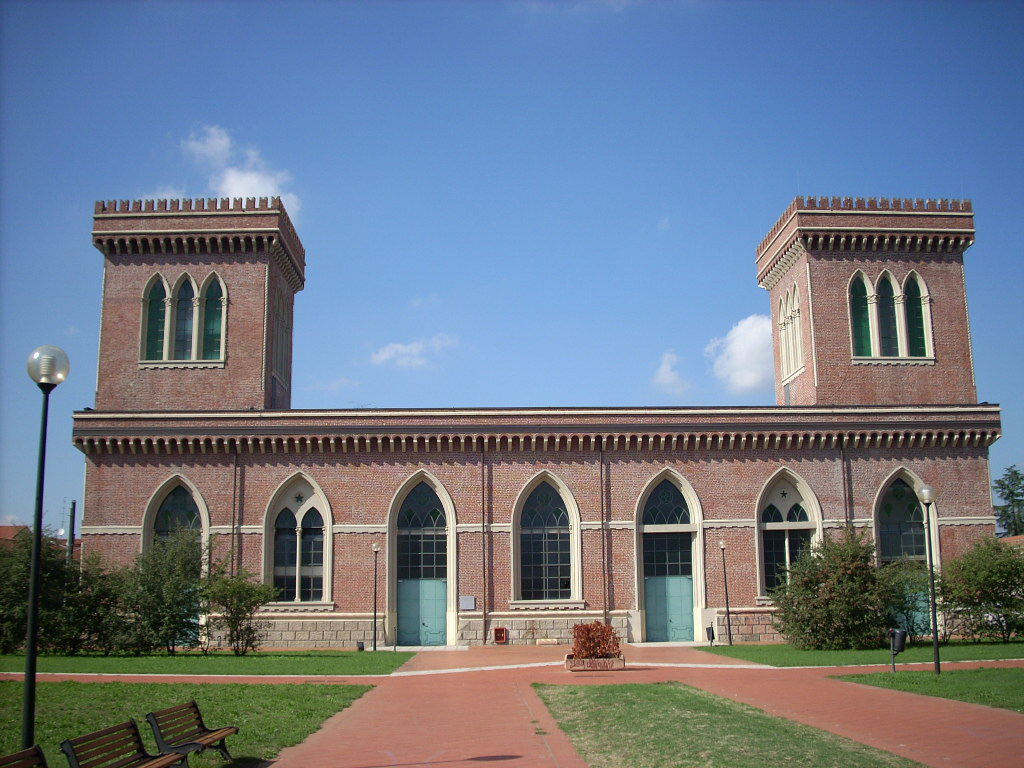
Museo del Tessile e della Tradizione Industriale di Busto Arsizio

Il processo di industrializzazione che portò alla graduale trasformazione dell'economia dell'Alto Milanese fu accelerato da due calamità naturali che misero in crisi l'agricoltura locale: la crittogamia, malattia che colpì la vite, e la nosematosi, epidemia che danneggiò i bozzoli dei bachi da seta. Per la prima infezione, comparsa tra il 1851 e il 1852, il risultato in Lombardia fu la rapida caduta della quantità di vino prodotta: gli ettolitri di vino prodotti passarono da 1.520.000 nel 1838 a 550.000 nel 1852. Il colpo definitivo alla produzione vinicola venne da altre due malattie della vite che, tra il 1879 e il 1890, colpirono la pianta: la peronospora e la fillossera.
In seguito a queste epidemie, le coltivazioni vinicole nell'Alto Milanese scomparvero definitivamente e i contadini concentrarono gli sforzi nella produzione di cereali e nell'allevamento di bachi da seta. Prima della scomparsa della vite a Legnano era celebre il vino dei colli di Sant'Erasmo, che si produceva nell'omonimo rione; gli ultimi campi dei Colli di Sant'Erasmo a Legnano coltivati a vite furono eliminati nel 1987 per consentire la costruzione, tra via Colli di Sant'Erasmo, via Canazza e via Trivulzio, di un parcheggio a servizio dell'ospedale civile di Legnano.
Poco dopo la diffusione della malattia della vite comparve un'infezione del baco da seta, la pebrina. Oltre a questo problema, nella seconda parte del XIX secolo, l'Europa fu investita da una crisi agricola che coinvolse le coltivazioni a cereali: ciò era dovuto alla diffusione, sui mercati, di granaglie americane a prezzi competitivi. Infatti, vaste zone del Middle West statunitense erano state destinate alle coltivazioni, mentre grazie all'avanzamento tecnologico avvenne un deciso calo dei costi di trasporto via mare. L'effetto fu una profonda crisi che colpì le coltivazioni di cereali in Europa; questa congiuntura toccò il suo apice negli anni ottanta del XIX secolo e caratterizzò l'agricoltura del Vecchio Continente fino all'inizio del XX secolo. Tale avvenimento diede un'ulteriore spinta verso l'industrializzazione dell'Alto Milanese, dato che mise in crisi anche il comparto più importante dell'agricoltura della zona dopo la scomparsa dei vigneti e la crisi dell'allevamento dei bachi: la coltivazione dei cereali.
La prima fase di industrializzazione dell'Alto Milanese, che avvenne nella parte iniziale del XIX secolo e che era caratterizzata da un sistema produttivo pre-capitalistico, fu poi seguita da una modernizzazione dei processi di produzione. Ciò diede inizio, nella seconda metà del secolo, alla seconda fase della rivoluzione industriale dell'Alto Milanese, che portò alla nascita di vere e proprie fabbriche tessili e meccaniche nel senso moderno del termine. Le prime attività capitalistiche che gradualmente si formarono furono le filature, che trassero origine dalle attività proto industriali nate nei primi decenni del XIX secolo; alcune di esse crebbero notevolmente fino a essere annoverati tra i principali cotonifici lombardi.
Nel 1878 la prima tariffa doganale italiana portò a un certo protezionismo, specialmente nei confronti dei filati e dei tessuti di uso comune: questo mise l'industria cotoniera italiana nelle condizioni di sopportare meglio la concorrenza di quella inglese. Ciò portò alla grande espansione raggiunta dall'industria tessile italiana, che ebbe il suo culmine dal 1890 al 1906. Le macchine utilizzate nell'industria tessile, sempre più efficienti e quindi complesse, comportavano la necessità di disporre dell'attrezzatura per la manutenzione. Inoltre c'era il bisogno di riparazioni rapide. Di conseguenza, negli ultimi decenni del XIX secolo, nacquero le prime industrie meccaniche dell'Alto Milanese, che costruivano e riparavano macchinari tessili; successivamente, nel campo meccanico, si aggiunse una produzione più ampia.
Lo sviluppo industriale portò a una nuova crisi agricola della zona: molti contadini iniziarono infatti a lavorare nelle fabbriche abbandonando l'agricoltura. L'indice di occupati nell'industria, rispetto ai lavoratori totali, ad esempio a Legnano, passò dal 12% del 1857, al 28% del 1887 al 42% del 1911: al termine del processo di trasformazione del borgo agricolo in città industriale moderna, Legnano iniziò a essere soprannominata "piccola Manchester" d'Italia, titolo conteso in zona con la confinante e altrettanto industrializzata Busto Arsizio. Il ritmo e la portata di questa trasformazione ebbe pochi altri esempi paragonabili nel continente europeo. A cavallo dei due secoli ci fu anche un forte sviluppo commerciale. Per questa espansione furono molto importanti le infrastrutture per il trasporto di persone e di merci. Nel 1880 fu anche costruita la tranvia Milano-Gallarate, che venne soppressa nella seconda metà del XX secolo.

### Epoca contemporanea

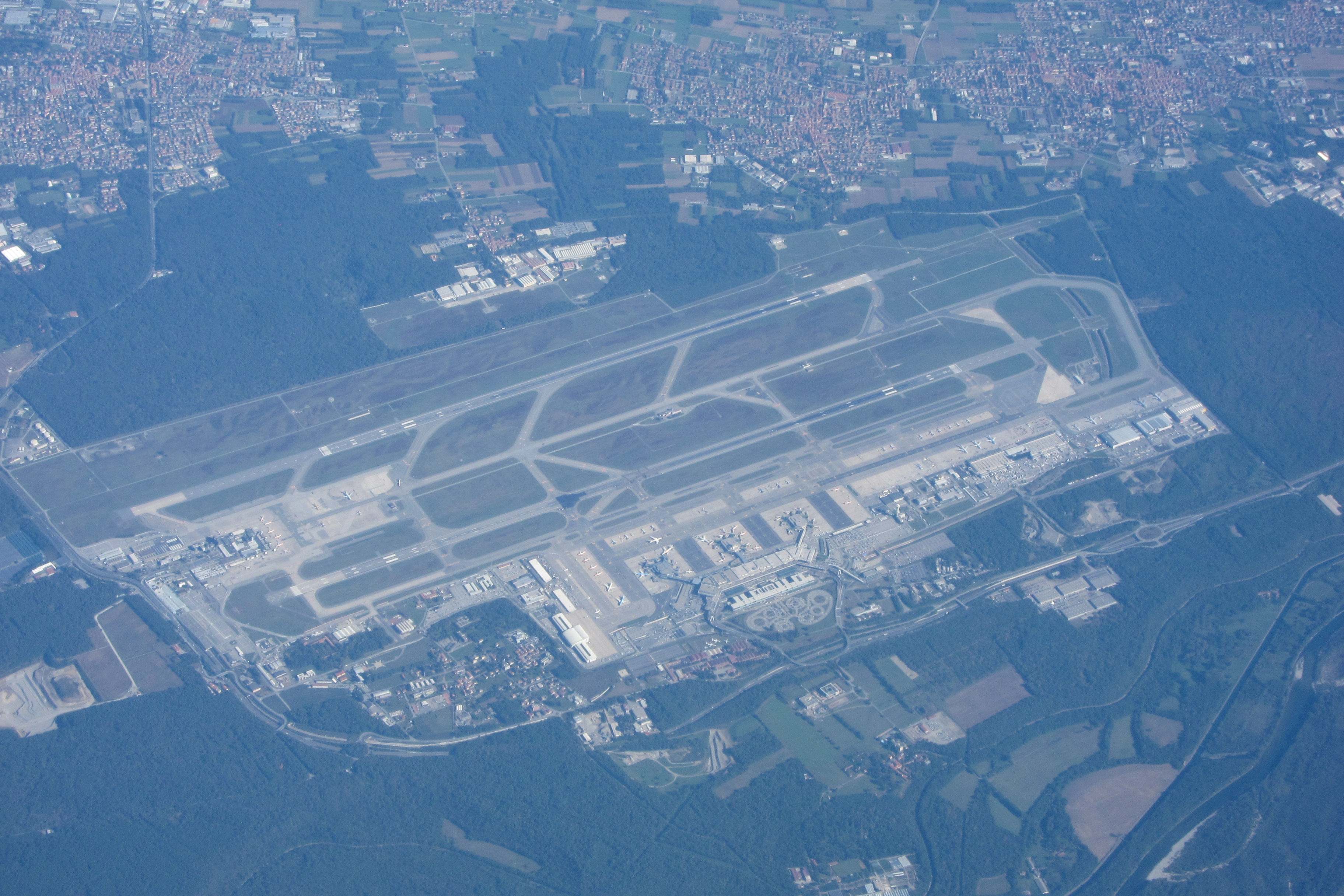
L'aeroporto di Milano-Malpensa

Dopo la seconda guerra mondiale l'Alto Milanese fu colpito, come il resto d'Italia, dalla forte recessione economica che seguì il conflitto. Erano insufficienti gli alimenti fondamentali, il trasporto pubblico faceva difetto e le strade erano dissestate. Regolarizzatasi anche la politica italiana, il sistema economico dell'Alto Milanese ricominciò a svilupparsi, tornando al tasso di crescita del periodo precedente alla seconda guerra mondiale anche grazie al Piano Marshall. Durante la forte crescita economica dell'Italia durante il boom economico, Legnano raggiunse tra il 1951 e il 1961 il secondo più alto tasso – a livello nazionale – di impiegati nell'industria in relazione agli abitanti (65,2%), seconda solo a Sesto San Giovanni (67,14%). 

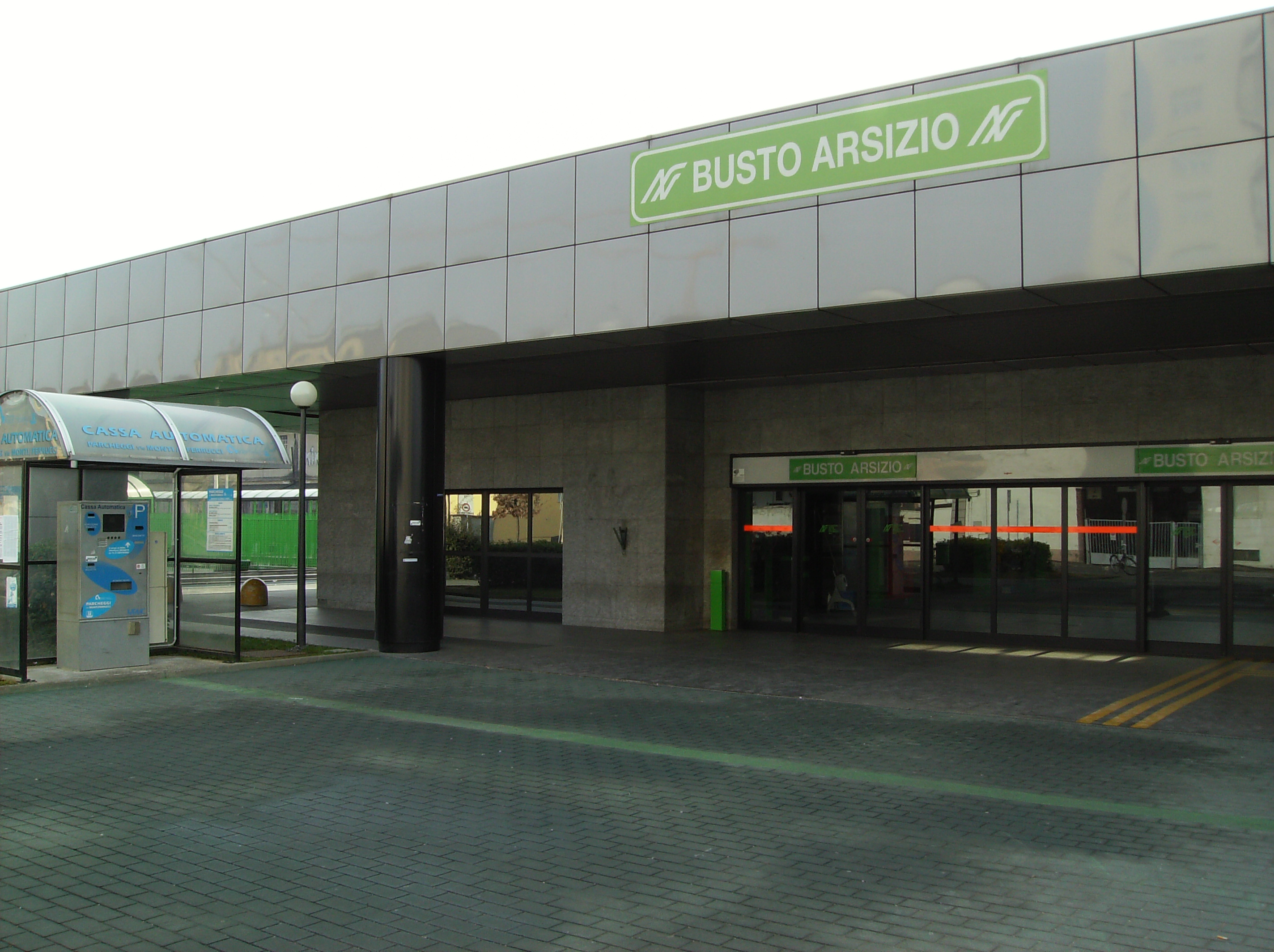
Nuova stazione delle Ferrovie Nord di Busto Arsizio

Nei primi anni settanta l'Alto Milanese fu protagonista del sorgere e del fiorire delle prime esperienze di televisione commerciale. Enzo Tortora e Renzo Villa ebbero l'intuizione di portare in televisione le forme di rappresentazioni teatrali tipici dei teatrini degli oratori della zona. Dal punto di vista economico la raccolta pubblicitaria era favorita dal tessuto imprenditoriale e commerciale della zona, basato su piccole e media impresa, con i primi esempi di grande distribuzione. Nacquero così Telealtomilanese e Antennatre con studi, rispettivamente, a Busto Arsizio e Legnano. Nella zona arrivarono ad ascolti paragonabili a quelli della RAI. Dopo un decennio tuttavia dovettero poi soccombere di fronte a realtà più organizzate, che iniziarono a creare delle reti a carattere nazionale, come quelle del gruppo Fininvest.
L'età d'oro dell'industria dell'Alto Milanese, iniziata negli anni ottanta del XIX secolo, terminò negli anni sessanta del XX. In seguito l'Alto Milanese conobbe un lungo periodo di crisi che portò alla chiusura di molte attività produttive. Questa congiuntura sfavorevole fu causata dall'aumento del costo del lavoro e dalla concorrenza dei sistemi industriali esteri, a cui si aggiunsero le periodiche crisi che ciclicamente coinvolgono i sistemi produttivi e – negli anni settanta – l'inconvertibilità del dollaro (1971), la crisi petrolifera e la guerra del Kippur (entrambe nel 1973). Nel contempo, iniziò una fase di nascita di piccole aziende, che consentì all'Alto Milanese di rimanere inserito in un contesto produttivo molto avanzato, collocandolo ancora nel XXI secolo tra le zone più sviluppate e industrializzate d'Italia. Molte aree ex industriali vennero poi riconvertite ad altri usi, spesso con la scomparsa delle testimonianze di archeologia industriale.
L'economia dell'Alto Milanese virò anche verso il settore terziario; in particolare, ci fu una forte crescita dei servizi alla produzione, alle telecomunicazioni, alle assicurazioni, ai trasporti, alle gestioni finanziarie, ai servizi bancari e, in misura minore, ai servizi legali e informatici. Il tasso di sviluppo del settore terziario non portò però a una crescita sufficiente a sopperire la scomparsa dei grandi complessi industriali del passato.

## Società e cultura

### Lingue e dialetti
Nell'Alto Milanese è diffuso il dialetto lombardo occidentale, variante locale della lingua lombarda, lingua romanza derivata dal latino avente substrato celtico e superstrato longobardo Alcuni studiosi vi hanno scorto tracce delle lingue dei popoli anteriori alla latinizzazione della regione, in particolare l'antico ligure, anche se i dati sull'effettiva influenza di questo sostrato linguistico sono pochi e di varia interpretazione. L'influenza linguistica che ebbero i Celti sulle parlate locali dell'Alto Milanese fu invece cospicua, tanto che ancora oggi il dialetto lombardo occidentale è classificato come "gallo-italico". Fu però la dominazione romana, che soppiantò quella celtica, a plasmare l'idioma locale parlato nell'Alto Milanese, tanto che il lessico e la grammatica di questo dialetto è di derivazione romanza. È parlato da circa il 30% della popolazione dell'area in cui è diffuso.
Tra gli idiomi locali sono degni di menzione il dialetto bustocco e il dialetto legnanese. Il dialetto bustocco (nome nativo bustoco), che è la variante del lombardo occidentale parlata a Busto Arsizio (Busti Grandi in bustocco), si stacca notevolmente sia dal dialetto milanese, sia dai dialetti varesotti, sia dagli altri dialetti parlati nelle località più prossime a Busto Arsizio, così come da tutti gli altri dialetti della lingua lombarda.
Il dialetto legnanese (nome nativo legnanés) è invece parlato nei dintorni di Legnano. Legnano, a partire dall'XI secolo, iniziò a legarsi con Milano. Il borgo legnanese, infatti, rappresentava, per chi proveniva da nord, il passaggio di accesso al contado milanese e quindi aveva un'importante funzione strategica per la città meneghina. Il legame tra Legnano e Milano influenzò anche il vernacolo legnanese, che iniziò a differenziarsi dal limitrofo dialetto bustocco. Infatti, grazie ai frequenti contatti tra le due città, il dialetto milanese iniziò a "contaminare" l'idioma parlato a Legnano. Nonostante questa tendenza, il dialetto legnanese continuò a conservare – nei secoli – una cospicua diversità rispetto alla parlata meneghina. In dialetto legnanese sono scritti gli spettacoli della compagnia teatrale italiana dialettale "I Legnanesi"'.

### Istituzioni, enti e associazioni

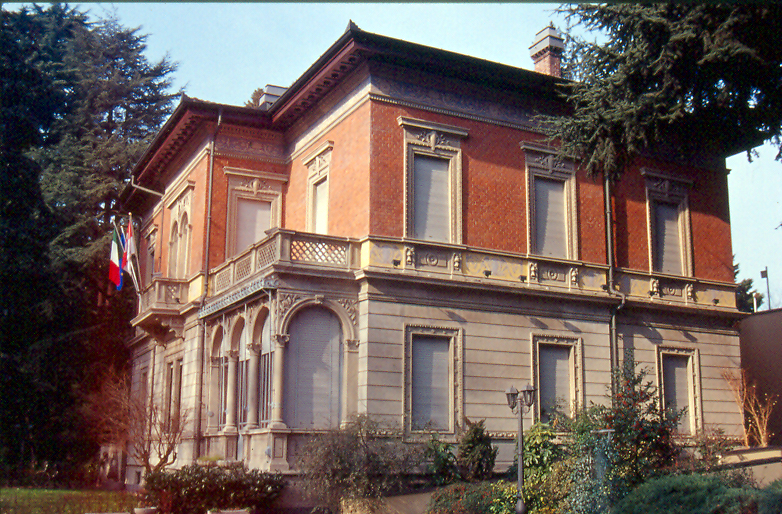
Villa Jucker, sede della Famiglia Legnanese

Una delle associazioni più importanti dell'Alto Milanese è Associazione Consortile dei Comuni dell'Alto Milanese (A.C.C.A.M.). È stata fondata nel 1970 dai Comuni di Busto Arsizio, Gallarate, Legnano, Nerviano e Samarate per progettare, organizzare e fabbricare impianti di smaltimento rifiuti. Al 2020 fanno parte i comuni di Arsago Seprio, Buscate, Busto Arsizio, Canegrate, Cardano al Campo, Castano Primo, Castellanza, Fagnano Olona, Ferno, Gallarate, Golasecca, Gorla Maggiore, Legnano, Lonate Pozzolo, Magnago, Marnate, Nerviano, Olgiate Olona, Parabiago, Pogliano Milanese, Rescaldina, Samarate, San Giorgio su Legnano, San Vittore Olona, Somma Lombardo, Vanzaghello e Vizzola Ticino.
Nell'Alto Milanese è anche attivo il Consorzio Sistema Bibliotecario Nord-Ovest, azienda speciale consortile che raccoglie 33 comuni del nord-ovest della città metropolitana di Milano che fornisce vari servizi alle biblioteche dei comuni aggregati. Le biblioteche aderenti al consorzio mettono a disposizione degli utenti circa 1,5 milioni di documenti (libri, CD musicali e DVD), con un totale di circa 500 000 titoli diversi. Il sistema eroga, ogni anno, circa 1,5 milioni di prestiti.

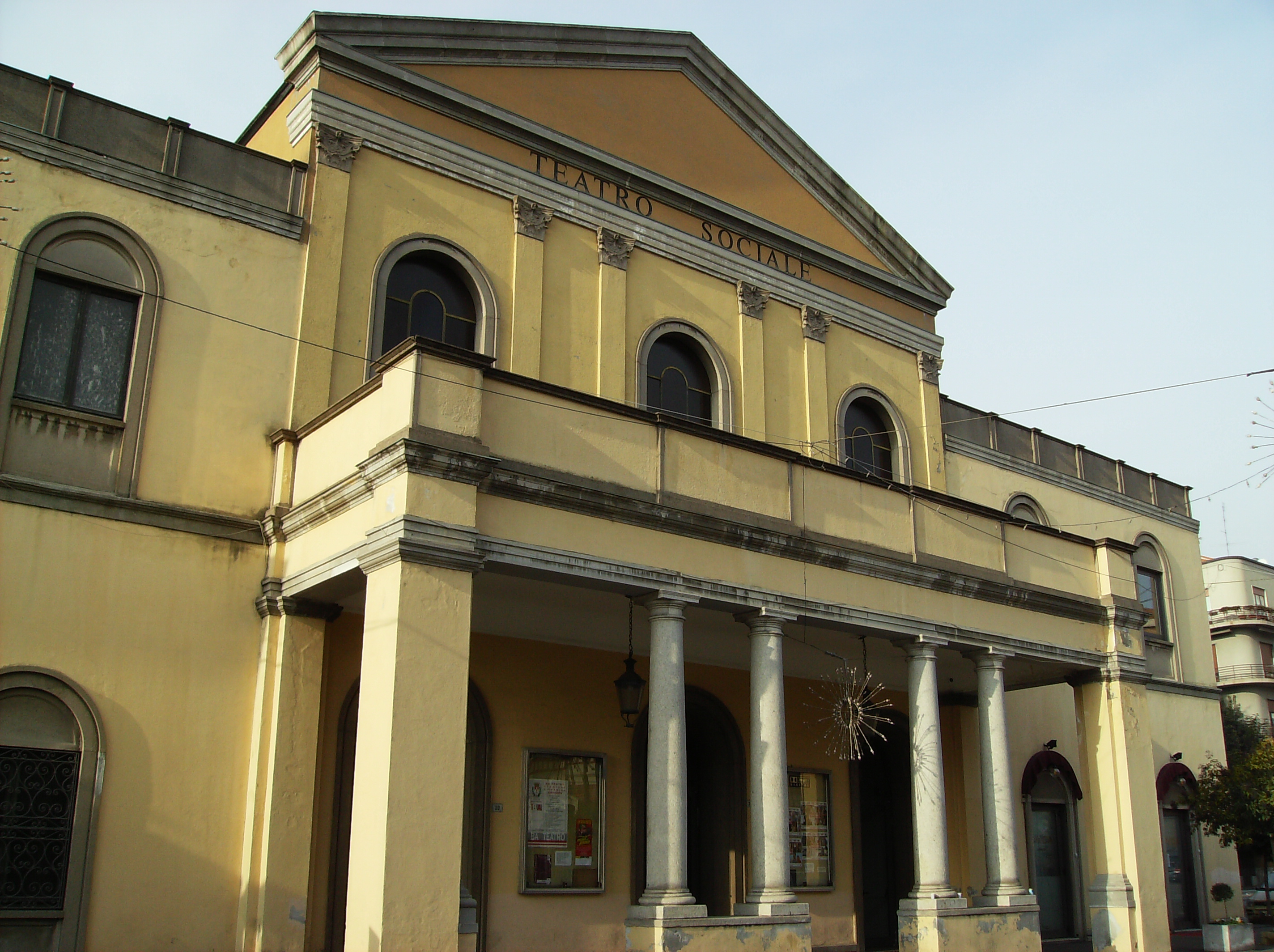
Il Teatro Sociale di Busto Arsizio

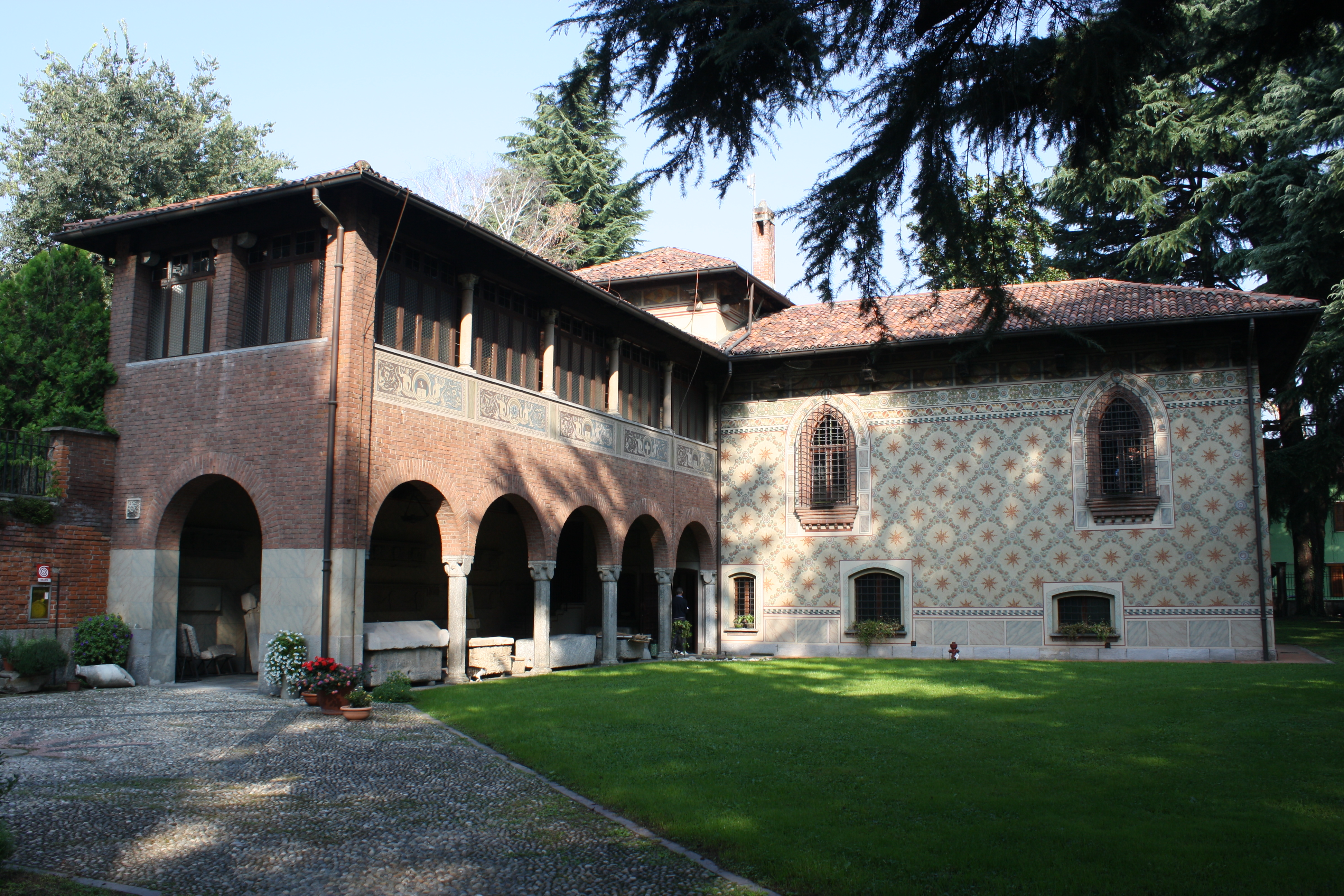
La sede del Museo civico Sutermeister di Legnano

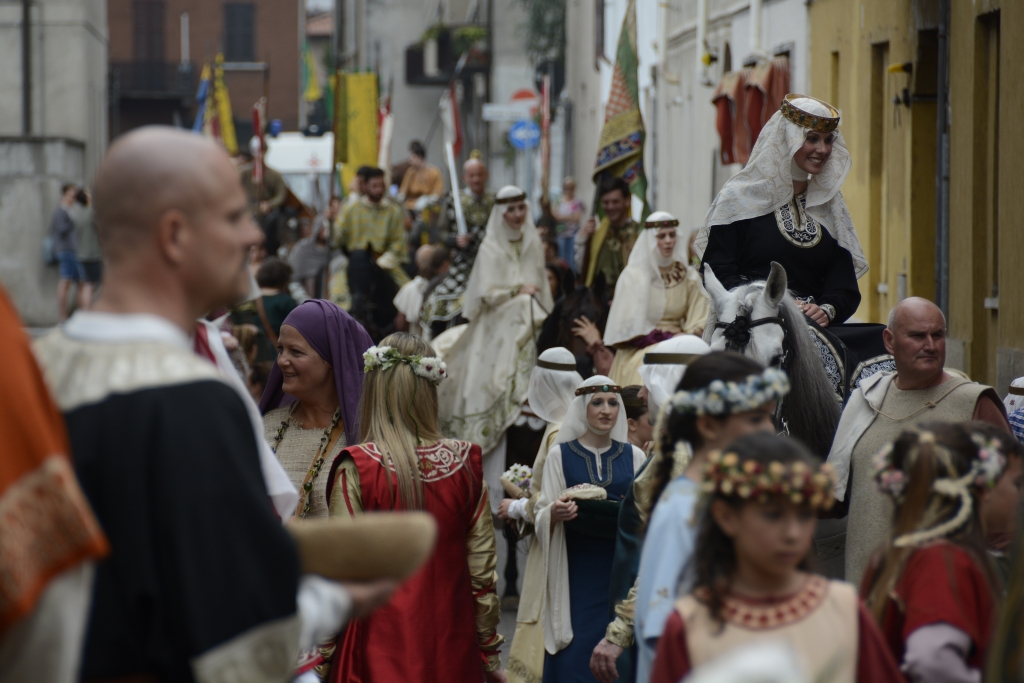
Sfilata storica del palio di Legnano 2015

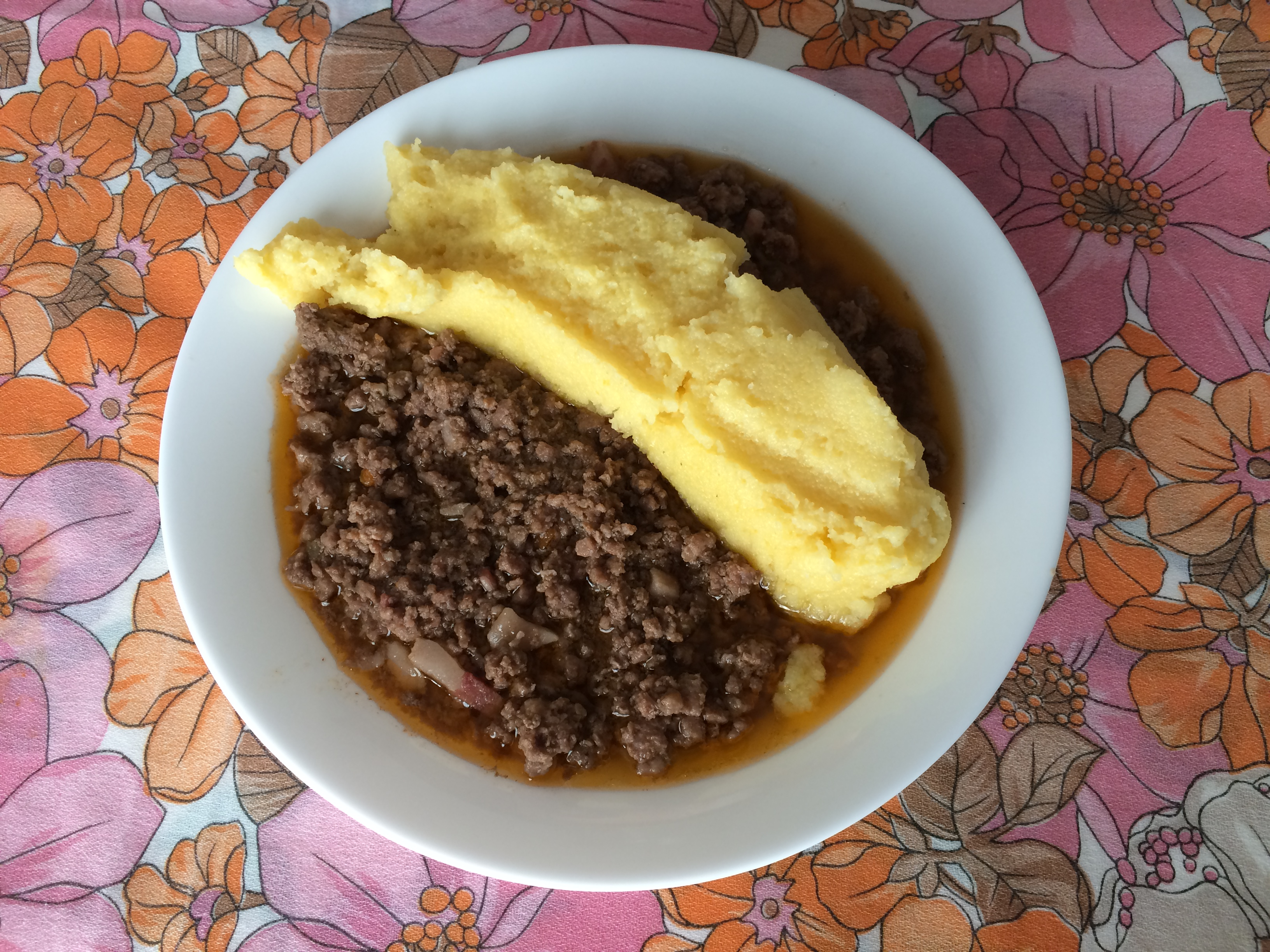
Un piatto di polenta e bruscitti

La Biblioteca capitolare di San Giovanni Battista è una biblioteca capitolare sita a Busto Arsizio nei pressi della basilica di San Giovanni Battista. È tra le più antiche biblioteche dell'area nord-ovest di Milano e una delle più antiche istituzioni culturali della Lombardia. L'attuale biblioteca capitolare nacque ufficialmente nel 1583, ma già alla fine del XIV secolo si era costituito presso la basilica un nucleo di testi raccolti da un gruppo di sacerdoti che poi andarono a confluire del patrimonio librario della biblioteca.
Degna di nota è anche la Famiglia Legnanese, associazione culturale senza fini di lucro con sede a Legnano all'interno della centrale villa Jucker. L'associazione, da sempre priva di connotazioni politiche e partitiche, venne fondata il 27 febbraio 1951 a Legnano per iniziativa di un gruppo di personaggi di spicco della cultura e dell'economia locale Il 25 marzo 2013 la presidenza della Repubblica Italiana ha conferito alla Famiglia Legnanese la medaglia d'oro di benemerenza per la cultura e l'arte.

### Istruzione
Nell'Alto Milanese sono presenti due università:
- Università degli Studi dell'Insubria
- Università Carlo Cattaneo

### Teatri
Nell'Alto Milanese sono presenti i seguenti teatri:
- Galleria di Legnano
- Teatro città di Legnano
- Teatro Sociale di Busto Arsizio

### Musei
Nell'Alto Milanese sono presenti, tra gli altri, i seguenti musei:
- Museo del tessile e della tradizione industriale di Busto Arsizio
- Civiche raccolte d'arte di palazzo Marliani-Cicogna di Busto Arsizio
- Museo di arte sacra di San Michele Arcangelo di Busto Arsizio
- Quadreria dell'ospedale di Busto Arsizio
- Agorà della Scherma di Busto Arsizio
- Museo civico Guido Sutermeister di Legnano
- Museo Alfa Romeo "Fratelli Cozzi" di Legnano
- Museo arte Gallarate
- Museo Fisogni della stazione di servizio di Tradate
- Museo della Motocicletta Frera di Tradate

### Eventi
Degni di nota, tra gli eventi organizzati nell'Alto Milanese, sono il palio di Legnano e il Busto Arsizio Film Festival. Il palio di Legnano è una festa tradizionale che si svolge annualmente a Legnano dal 1935 per commemorare l'omonima battaglia combattuta il 29 maggio 1176 nei dintorni della città tra le truppe della Lega Lombarda e l'esercito imperiale di Federico Barbarossa. Il territorio di Legnano è diviso in otto contrade storiche che si sfidano, all'ultima domenica di maggio, in una corsa ippica che chiude la manifestazione. Tra gli eventi collegati al palio di Legnano trovano anche spazio una sfilata storica e "La Fabbrica del Canto", manifestazione musicale corale internazionale nata nel 1992 su iniziativa dell'Associazione Musicale Jubilate. Nel 2002 la sfilata storica del palio di Legnano è stata riproposta al Columbus Day di New York.
Il Busto Arsizio Film Festival (stilizzato in B.A. Film Festival o BAFF) è un festival cinematografico nato nel 2003 che si svolge annualmente a Busto Arsizio. Gli obiettivi della rassegna sono quelli di valorizzare le produzioni italiane di qualità, con particolare attenzione alle diverse professionalità che operano nel campo dell'audiovisivo e diffondere la cultura cinematografica attraverso proiezioni e laboratori per gli studenti e incontri tra grandi personalità del mondo del cinema e il pubblico.

### Cucina
Originari di Busto Arsizio sono i bruscitti, secondo piatto a base di carne di manzo tagliata finemente e cotta per lungo tempo. Altri suoi ingredienti sono i semi di finocchio selvatico e il vino rosso. La pietanza, che è diffusa nell'Alto Milanese e nel Verbano Cusio Ossola, è completata con l'aggiunta di polenta o di purè e può essere accompagnata da vini rossi ben strutturati quali Barbera, Barolo o Barbaresco.

## Geografia antropica

### I comuni appartenenti all'Alto Milanese

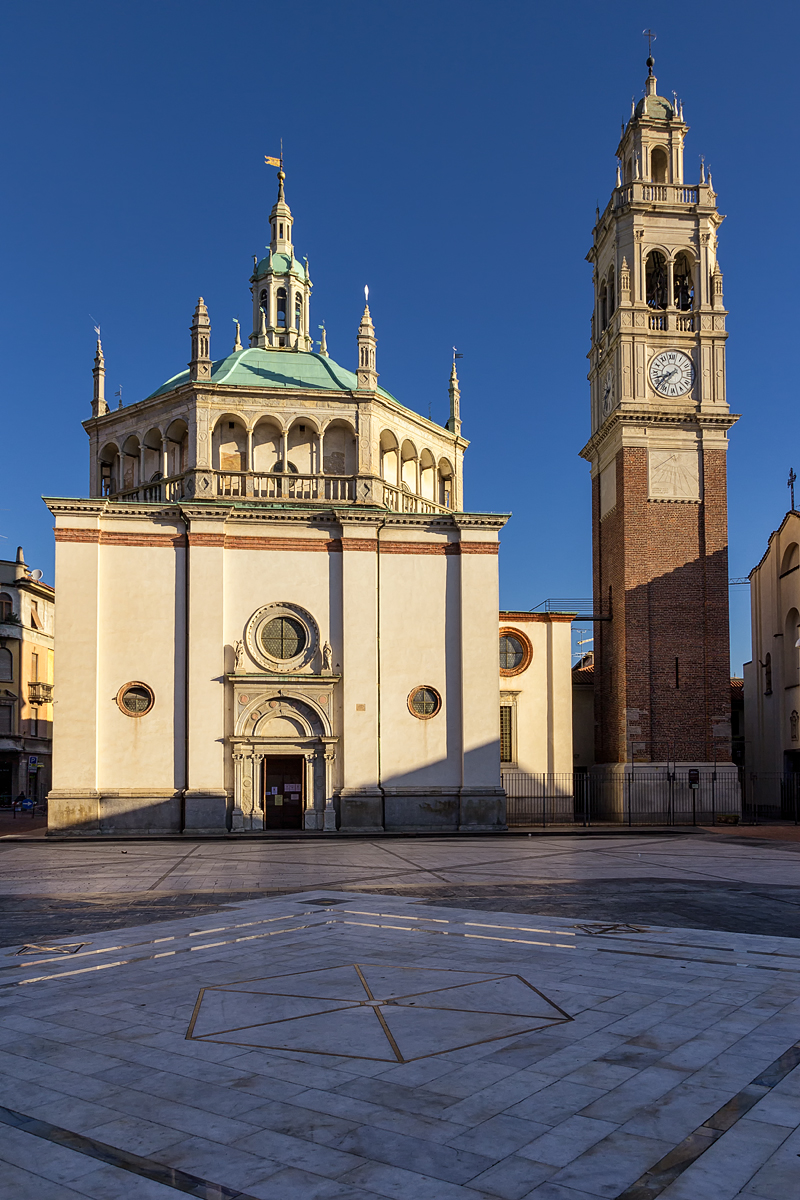
Il santuario di Santa Maria di Piazza di Busto Arsizio

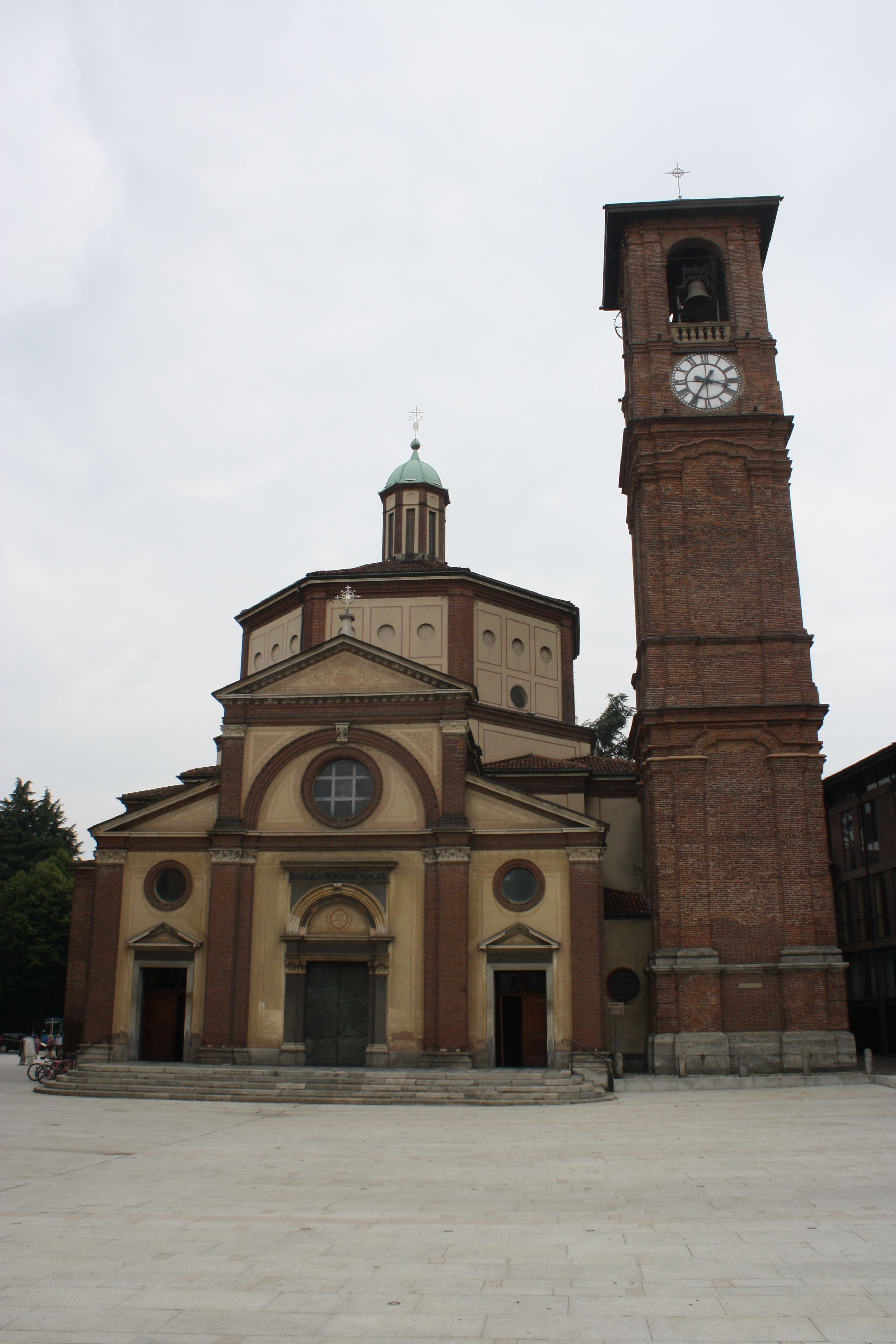
La basilica di San Magno di Legnano

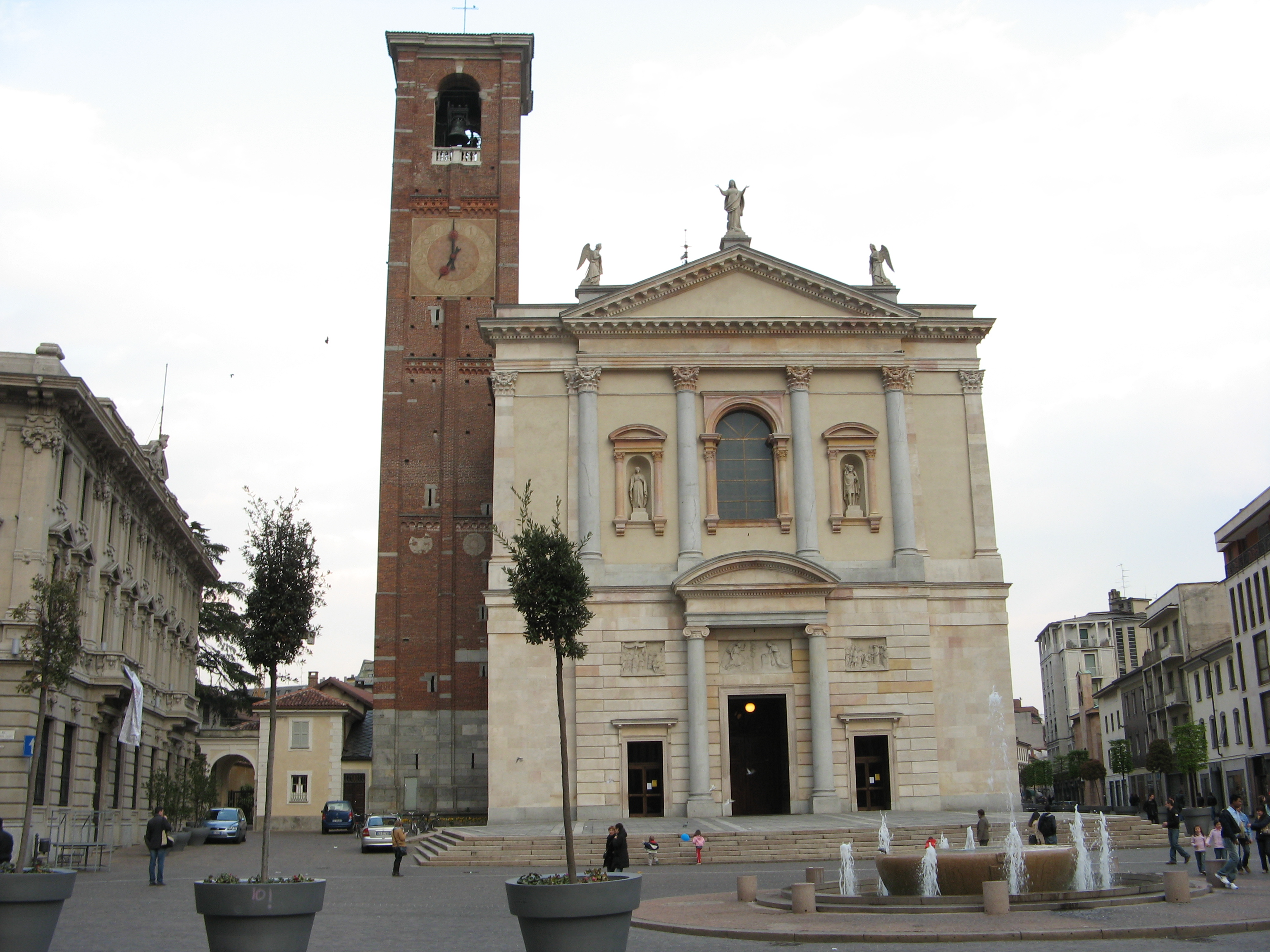
La basilica di Santa Maria di Gallarate

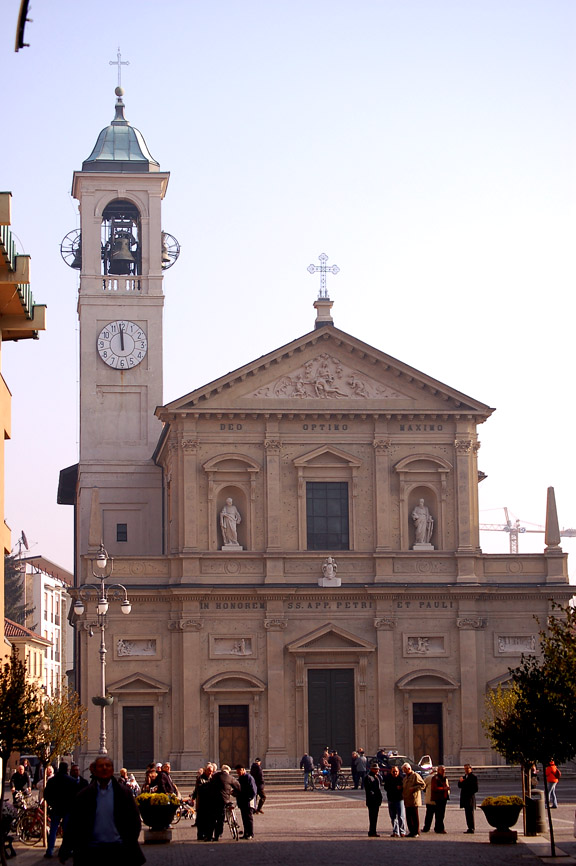
La chiesa dei santi Pietro e Paolo di Saronno

Secondo economisti e sociologi, valutate le caratteristiche di omogeneità socioeconomica e territoriale, l'Alto Milanese è formato dall'insieme dei comuni di seguito elencati: 
 Provincia di Varese
- Albizzate
- Angera
- Arsago Seprio
- Besnate
- Busto Arsizio
- Cadrezzate con Osmate
- Cairate
- Carnago
- Casorate Sempione
- Cassano Magnago
- Castellanza
- Castelseprio
- Castiglione Olona
- Cavaria con Premezzo
- Cislago
- Comabbio
- Fagnano Olona
- Ferno
- Gallarate
- Gerenzano
- Golasecca
- Gorla Maggiore
- Gornate Olona
- Jerago con Orago
- Lonate Ceppino
- Lonate Pozzolo
- Marnate
- Mercallo
- Mornago
- Oggiona con Santo Stefano
- Olgiate Olona
- Origgio
- Saronno
- Sesto Calende
- Solbiate Arno
- Solbiate Olona
- Sumirago
- Taino
- Tradate
- Uboldo
- Varano Borghi
- Vergiate
- Vizzola Ticino

 Città metropolitana di Milano
- Arconate
- Bernate Ticino
- Buscate
- Busto Garolfo
- Canegrate
- Casorezzo
- Castano Primo
- Cerro Maggiore
- Cuggiono
- Dairago
- Inveruno
- Legnano
- Magnago
- Nerviano
- Nosate
- Parabiago
- Pogliano Milanese
- Rescaldina
- Robecchetto con Induno
- San Giorgio su Legnano
- San Vittore Olona
- Turbigo
- Vanzaghello
- Villa Cortese

 Provincia di Como
- Carbonate
- Locate Varesino
- Mozzate

### I comuni maggiori
Dati aggiornati al 2019
| Comune          | Nome in lombardo | Provincia | Estensione territoriale | Popolazione |
| --------------- | ---------------- | --------- | ----------------------- | ----------- |
| Busto Arsizio   | Bustigrandi      | Varese    | 30,27 km²               | 83 884      |
| Legnano         | Lignan           | Milano    | 17,72 km²               | 60 531      |
| Gallarate       | Gallarad         | Varese    | 20,97 km²               | 53 339      |
| Saronno         | Saron            | Varese    | 10,84 km²               | 39 388      |
| Parabiago       | Parabiaa         | Milano    | 14,16 km²               | 27 825      |
| Cassano Magnago | Cassan Magnagh   | Varese    | 12,19 km²               | 21 731      |
| Tradate         | Tradad           | Varese    | 21,19 km²               | 18 963      |
| Somma Lombardo  | Soma             | Varese    | 30,54 km²               | 18 012      |
| Nerviano        | Nervian          | Milano    | 13,48 km²               | 17 126      |
| Samarate        | Samarad          | Varese    | 15,98 km²               | 16 097      |
| Cerro Maggiore  | Scer             | Milano    | 10,26 km²               | 15 237      |
| Castellanza     | Castellanza      | Varese    | 6,92 km²                | 14 352      |
| Rescaldina      | Rescaldina       | Milano    | 8,19 km²                | 14 211      |

## Amministrazione

### Le origini: il Seprio

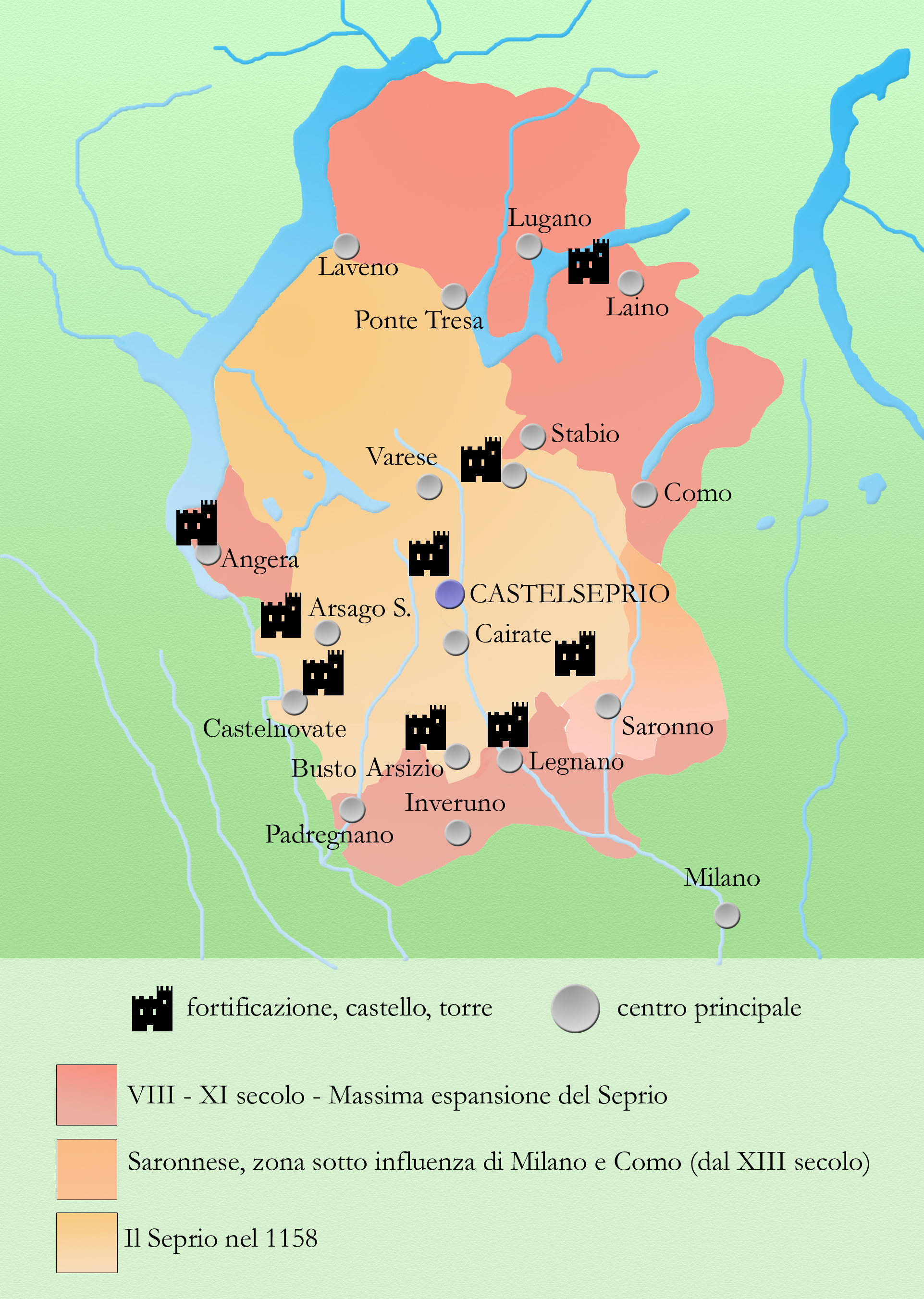
Mappa del Seprio

I confini del moderno Alto Milanese coincidono approssimativamente all'antico contado del Seprio. Il Seprio (Sevar in lombardo), nato come intorno (fines) della città di Castel Seprio, crebbe durante l'ultimo secolo dell'Impero romano. In epoca longobarda e poi franca si costituì come iudicaria e poi comitatus autonomo, perlomeno dal VII secolo.
I secoli IX e X rappresentarono il periodo di maggiore espansione territoriale e potenza politica: il contado del Seprio controllava un'area che si spingeva dal fiume Ticino alla Val d'Intelvi e dal contado di Burgaria, ossia l'odierno Alto Milanese, fino al Sottoceneri, nell'attuale Canton Ticino. Con il XII secolo iniziò un periodo di decadenza, tant'è che la famiglia comitale si trasferì dapprima a Venegono Superiore, quindi a Milano e poi a Reggio Emilia.
Nel XIII secolo il Seprio fu coinvolto nelle lotte per il controllo di Milano fra Visconti e Della Torre e perse il controllo sulla Burgaria. Nel 1287 il Seprio venne inserito nei territori viscontei della Signoria di Milano, perdendo la sua autonomia. Successivamente il nome sopravvisse come contado rurale, istituzione territoriale del Ducato di Milano, fino alla riforma della province moderne attuata dall'imperatore Giuseppe II d'Austria nel 1788, dopo la quale il Seprio si trasformò nella Provincia austriaca di Gallarate, poi detta di Varese.

### Dall'Unità d'Italia al XXI secolo
Il nucleo centrale dell'Alto Milanese è costituito dalla conurbazione dell'Olona, ovvero dall'area urbana comprendente, da nord a sud, le città di Gallarate, Busto Arsizio, Legnano. È una delle zone più industrializzate e più densamente popolate d'Italia: l'Alto Milanese ha infatti una popolazione di circa 700 000 abitanti distribuiti su una superficie di 235 chilometri quadrati. Corrisponde in gran parte con una delle province italiane progettate in passato: la provincia del Seprio.
Fin dall'Unità d'Italia l'Alto Milanese ha avuto dei confini ben definiti: era infatti compreso dal circondario di Gallarate (facente allora parte della provincia di Milano), sede di sottoprefettura istituito nel 1859 e soppresso nel 1926. Al giorno d'oggi, a causa del frazionamento amministrativo che in seguito ha subito, l'Alto Milanese può essere suddiviso in quattro zone aventi come centro principale le loro rispettive maggiori città: il Bustese, il Legnanese, il Gallaratese e il Saronnese.

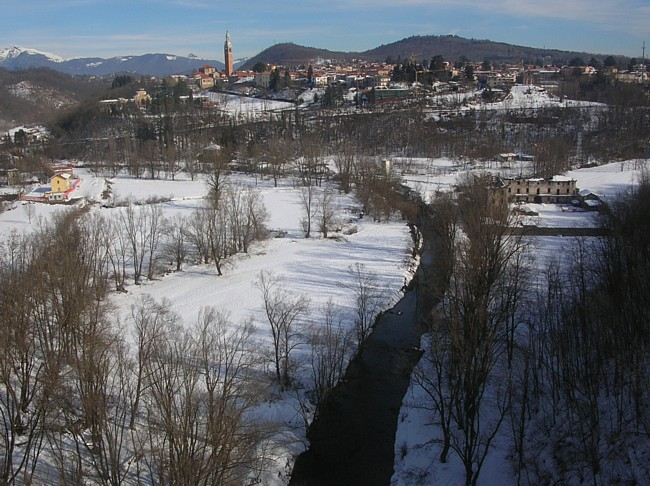
La Valle Olona nella zona di Malnate

Il Bustese corrisponde alla zona dell'Alto Milanese comprendente Busto Arsizio e alcuni comuni limitrofi situati lungo la Valle Olona, denominati anche comuni del Medio Olona. Con il passare del tempo l'urbanizzazione di quest'area sta aumentando sempre di più e i vari comuni si stanno saldando tra loro creando un unico agglomerato urbano. I comuni del Bustese sono Busto Arsizio, Castellanza, Olgiate Olona, Fagnano Olona, Gorla Minore, Marnate, Gorla Maggiore e Solbiate Olona.
Il Legnanese corrisponde alla zona dell'Alto Milanese comprendente Legnano e alcuni comuni limitrofi, situati nel nord ovest della città metropolitana di Milano, adagiati lungo il fiume Olona e lungo la direttrice della strada statale del Sempione, e compresi tra Legnano e Nerviano. Tra i comuni appartenenti al territorio si può distinguere un gruppo di comuni più spiccatamente legato a Legnano a cui sono ormai saldati urbanisticamente in un unico agglomerato: San Giorgio su Legnano, San Vittore Olona, Cerro Maggiore, Canegrate e Parabiago. Altri comuni del Legnanese sono Nerviano, Villa Cortese, Rescaldina e Dairago.

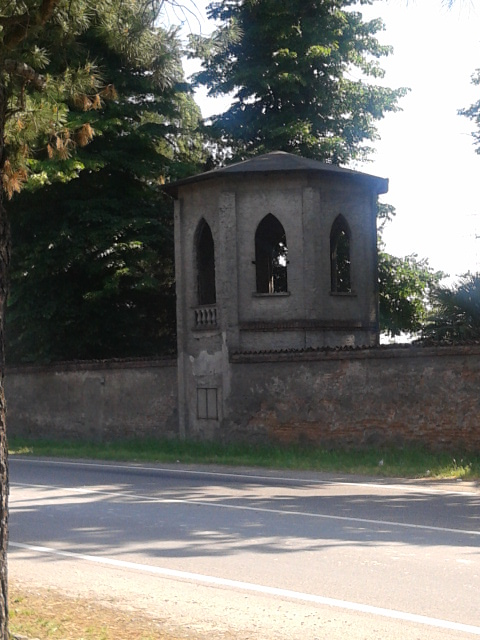
Strada statale del Sempione, torretta ornamentale a Costa San Lorenzo, sul confine tra i comuni di Parabiago e Nerviano

Il Gallaratese corrisponde alla zona dell'Alto Milanese comprendente Gallarate e alcuni comuni limitrofi, situati principalmente lungo il corso del torrente Arno. Il Gallaratese comprende l'aeroporto internazionale della Malpensa. I comuni del Gallaratese sono Gallarate, Cassano Magnago, Samarate, Cavaria con Premezzo, Cardano al Campo, Oggiona con Santo Stefano, Jerago con Orago, Albizzate, Solbiate Arno, Arsago Seprio, Besnate, Casorate Sempione e Sumirago
Il Saronnese corrisponde a quella zona, in parte facente parte del territorio dell'Alto Milanese, comprendente la città di Saronno e alcuni comuni limitrofi, inclusi nelle provincie di Varese, Como, Milano e Monza e Brianza. Il Saronnese comprende Saronno (VA), Uboldo (VA), Origgio (VA), Gerenzano (VA), Caronno Pertusella (VA), Cislago (VA), Turate (CO), Rovellasca (CO), Rovello Porro (CO), Lazzate (MB), Misinto (MB), Cogliate (MB), Ceriano Laghetto (MB) e Solaro (MI).
Altra zona dell'Alto Milanese può essere identificata con il territorio nord occidentale della città metropolitana di Milano, delimitata a ovest dal fiume Ticino. Il principale centro della zona è Castano Primo, con gli altri comuni che la compongono che sono Arconate, Bernate Ticino, Buscate, Cuggiono, Inveruno, Magnago, Nosate, Robecchetto con Induno, Turbigo e Vanzaghello.
La zona nord-orientale dell'Alto Milanese, quella costituente il nucleo più storico dell'antico contado del Seprio, comprende Tradate, maggior centro della zona, oltre che Carbonate, Castelseprio, Castiglione Olona, Gornate Olona, Locate Varesino, Lonate Ceppino, Mozzate, Venegono Inferiore e Venegono Superiore.

## Economia

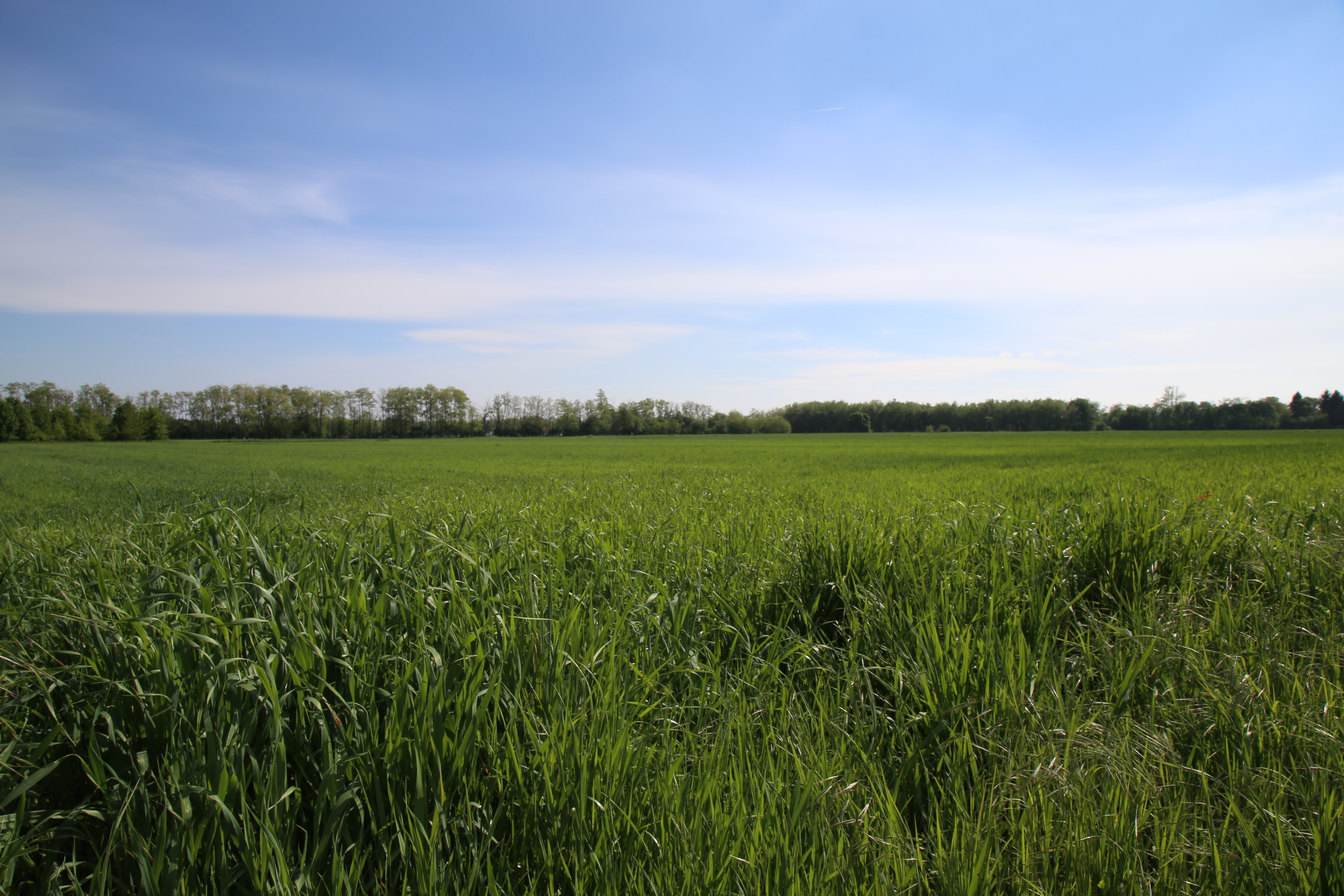
Scorcio del parco agricolo dell'Alto Milanese a Legnano

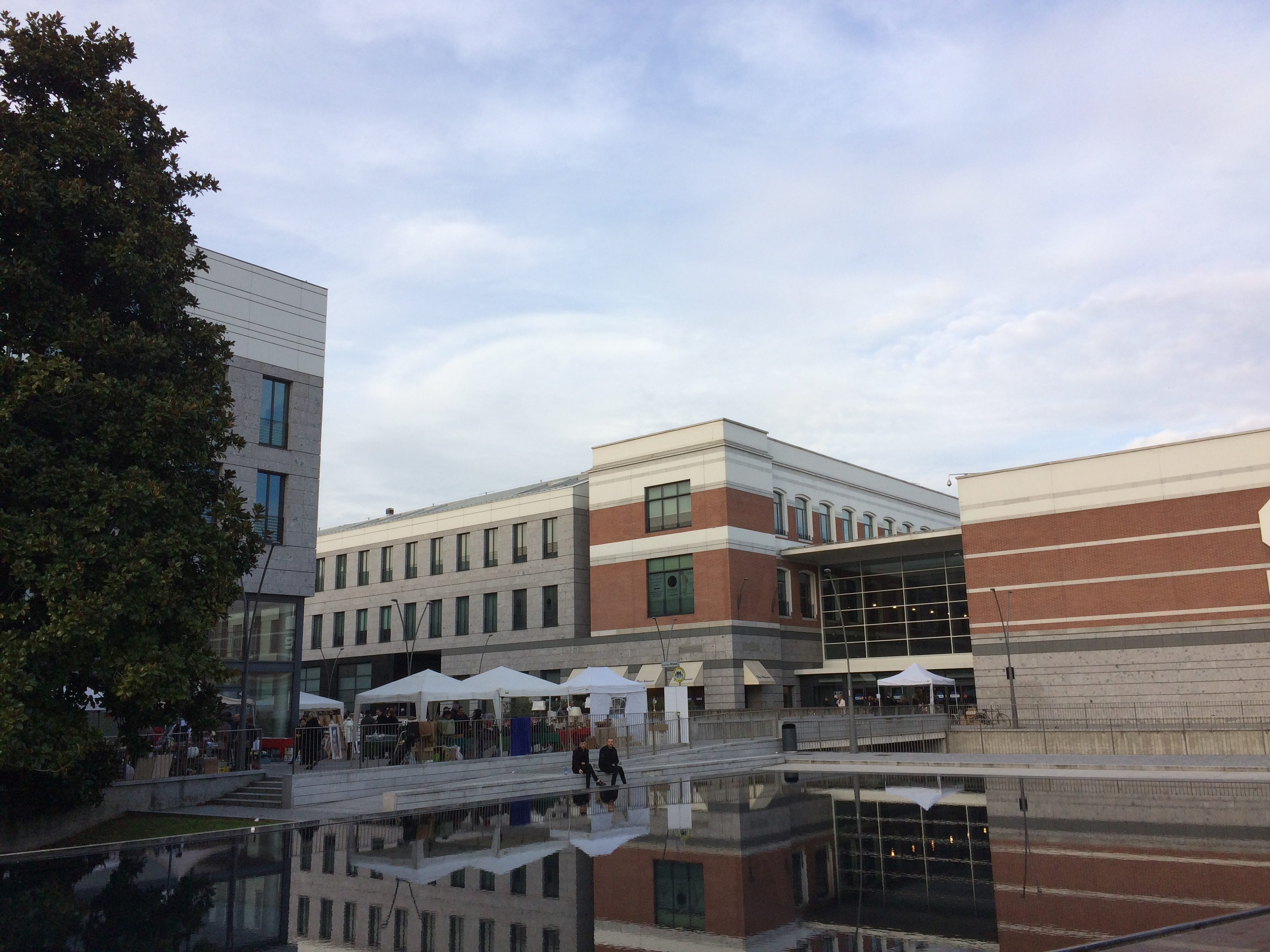
Il centro commerciale "Gallerie Cantoni" di Legnano, che è in parte ricavato dagli ex-stabilimenti dell'omonimo cotonificio

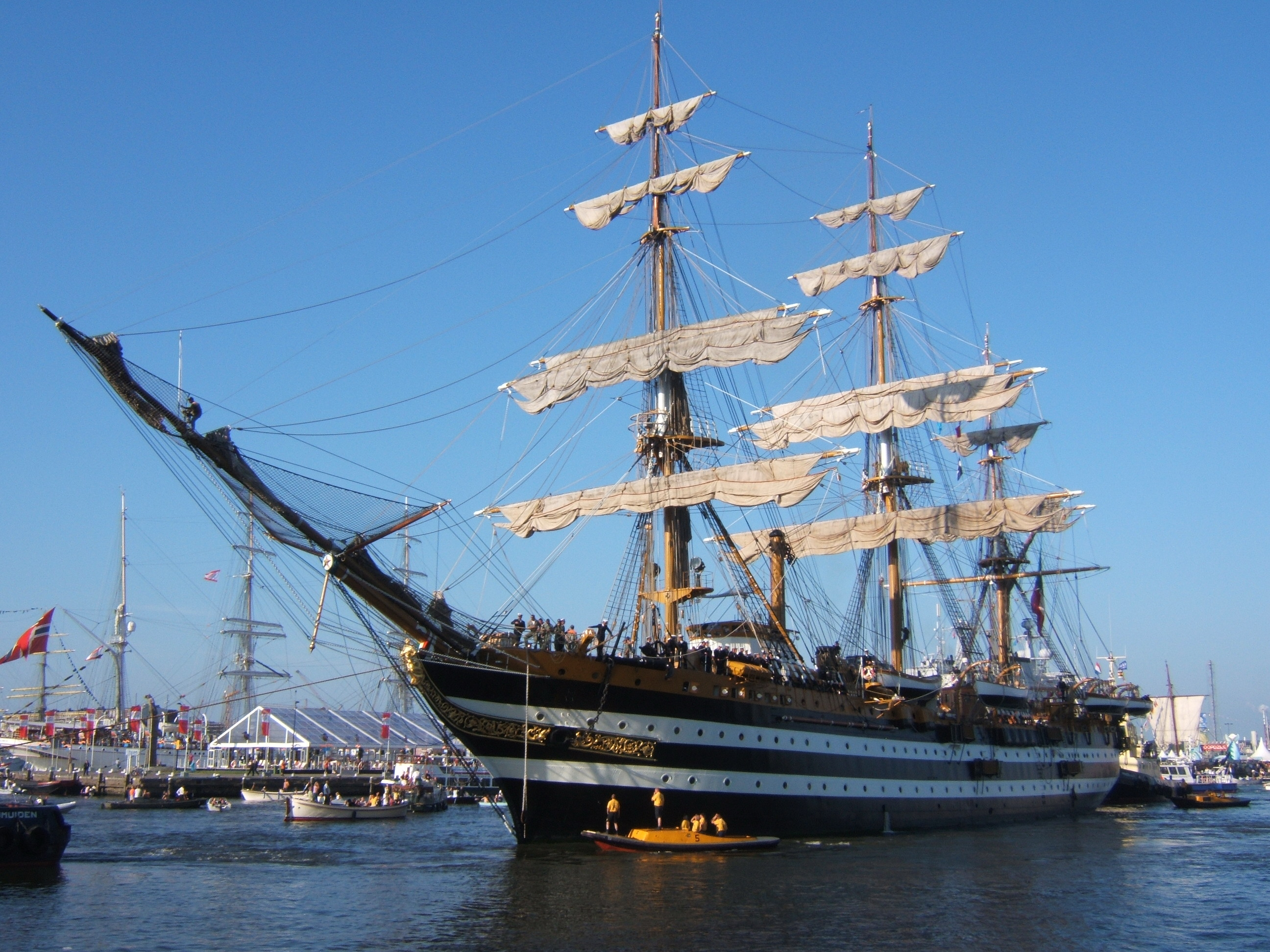
L'Amerigo Vespucci, che ha le vele in tela olona

L'agricoltura dell'Alto Milanese è stata la base dello sviluppo economico del territorio. Per prima è stata investita dal processo di meccanizzazione e ristrutturazione. La meccanizzazione, grazie all'utilizzo di macchinari sempre più complessi, ha portato a un incremento della produzione agricola. Nel XXI secolo non rappresenta più un'attività importante per l'economia dell'Alto Milanese. Le aree libere da costruzioni e infrastrutture sono coltivate a cereali, principalmente grano e mais.
L'età dell'oro dell'industria dell'Alto Milanese cominciò all'inizio del XX secolo e terminò negli anni sessanta dello stesso secolo. La crisi peggiorò progressivamente danneggiando l'economia, l'occupazione e il tessuto industriale. Molte aziende chiusero, soprattutto nel tessile, nell'abbigliamento e nella calzatura, e molte altre furono coinvolte in un processo di ridimensionamento.
Tra gli anni ottanta e gli anni novanta si ebbe un vero e proprio fenomeno di deindustrializzazione del territorio, che non fu accompagnato dalla nascita di nuove attività. Si tentò quindi di puntare al settore terziario. Questi campi alternativi non portarono però a un tasso di sviluppo sufficiente a sopperire la chiusura delle attività industriali. Iniziò una fase in cui il numero delle piccole aziende crebbe considerevolmente. Tali processi continuano tuttora, con la nascita e la crescita di piccole aziende, soprattutto in campo meccanico, nella lavorazione della plastica e nell'edilizia. Nell'Alto Milanese è anche presente un costante sviluppo del settore commerciale e del terziario.
Degna di nota, da un punto di vista industriale, è la tela olona, tipo di tessuto grezzo, pesante e molto resistente< ad armatura a tela con riduzione molto fitta. Un tessuto analogo, questa volta realizzato con filati più leggeri, è conosciuto come tela olonetta od Olona leggera. La sua origine è molto antica. Il nome deriva dal fiume Olona, che ne vide la nascita. L'uso principale di questa tela, che la rese molto conosciuta e diffusa nei secoli scorsi, fu in campo nautico, per la veleria, i sacchi, i tendalini nautici e le brande (amache) dei marinai. L'Amerigo Vespucci, veliero storico della Marina Militare Italiana, ha le vele in tela olona

## Aree naturali

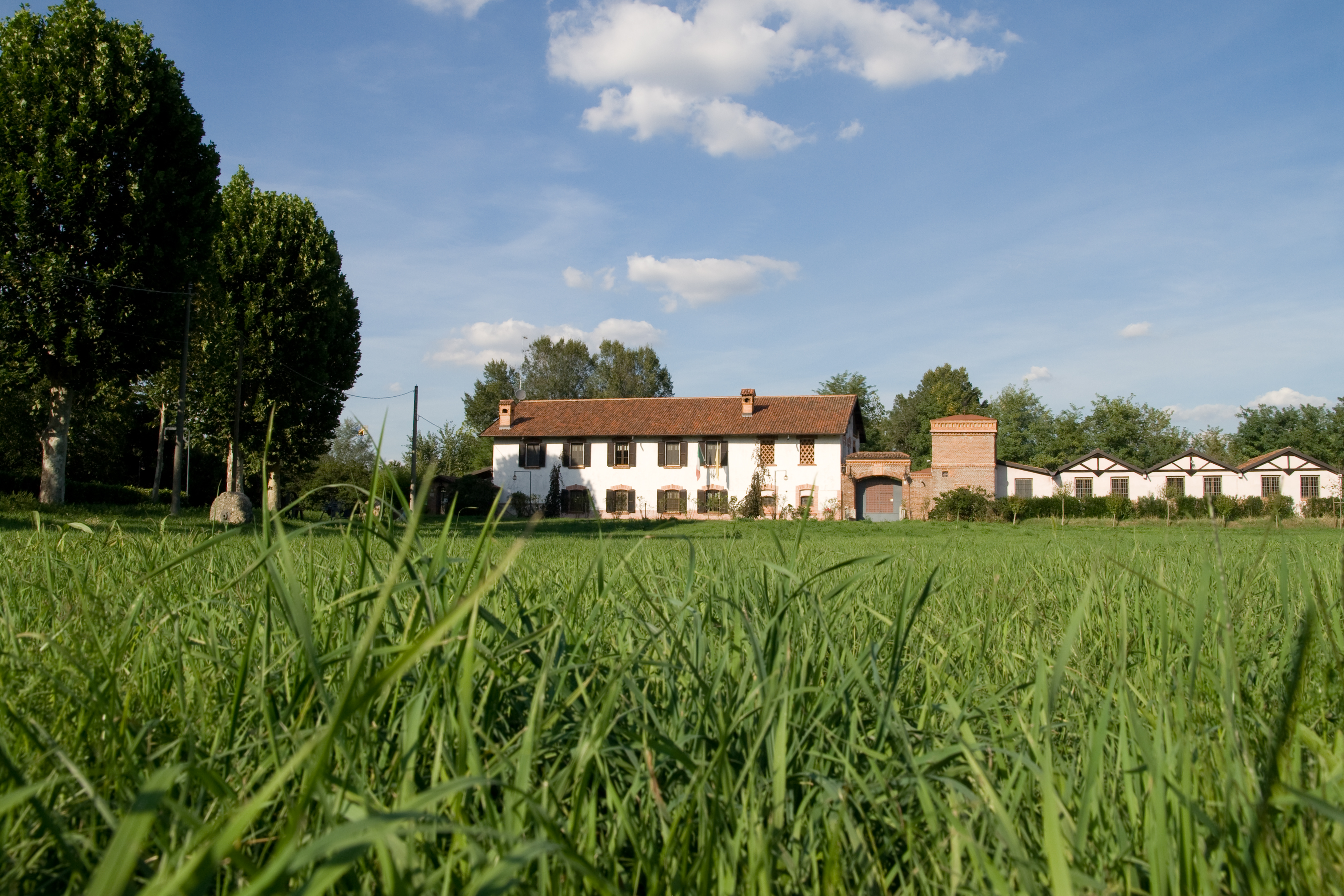
Il Mulino Lampugnani a Parabiago, che sorge lungo il fiume Olona e che è situato nel Parco dei Mulini

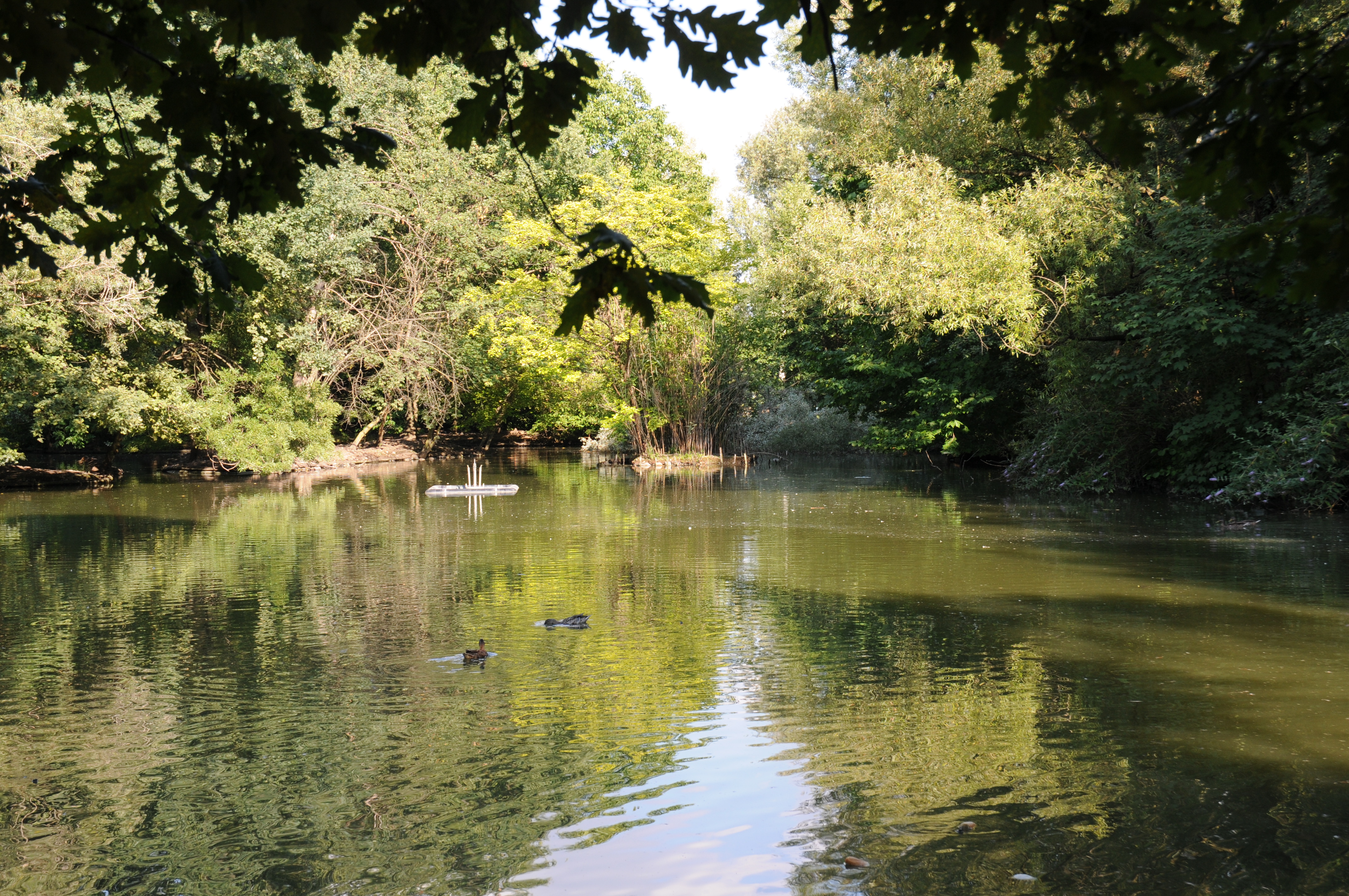
Uno scorcio del laghetto presente all'interno del Parco locale del bosco di Legnano

L'Alto Milanese è interessato da alcuni parchi naturali:
Parchi regionali
- Parco naturale lombardo della Valle del Ticino
- Parco della Pineta di Appiano Gentile e Tradate

Parchi locali di interesse sovracomunale (PLIS)
- Parco Alto Milanese
- Parco del bosco del Rugareto
- Parco del Lura
- Parco del Medio Olona
- Parco dei Mulini
- Parco Rile Tenore Olona
- Parco del Roccolo
- Parco dei Mughetti

Parchi comunali
- Parco locale del bosco di Legnano
- Parco Ugo Foscolo di Busto Arsizio

## Infrastrutture e trasporti

### Strade
La rete di comunicazione stradale dell'Alto Milanese è costituita dall'Autostrada dei laghi (A8 Milano-Varese, A9 Lainate-Como-Chiasso e A26 diramazione Gallarate-Gattico), dalla strada statale 33 del Sempione, dalla strada statale 233 Varesina e dalla strada statale 527 Bustese. In particolare, l'Autostrada dei laghi è stata la prima autostrada realizzata in Italia. Degna di nota è anche l'Autostrada Pedemontana Lombarda. La strada statale 33 del Sempione inizia presso l'Arco della Pace in piazza Sempione a Milano e termina al confine di Stato con la Svizzera a Iselle (VB), mentre la strada statale 233 Varesina inizia a Milano e termina confine di Stato con la Svizzera a Ponte Tresa. La strada statale 527 Bustese inizia a Monza nei pressi di Villa Reale e termina a Oleggio (NO).

### Ferrovie

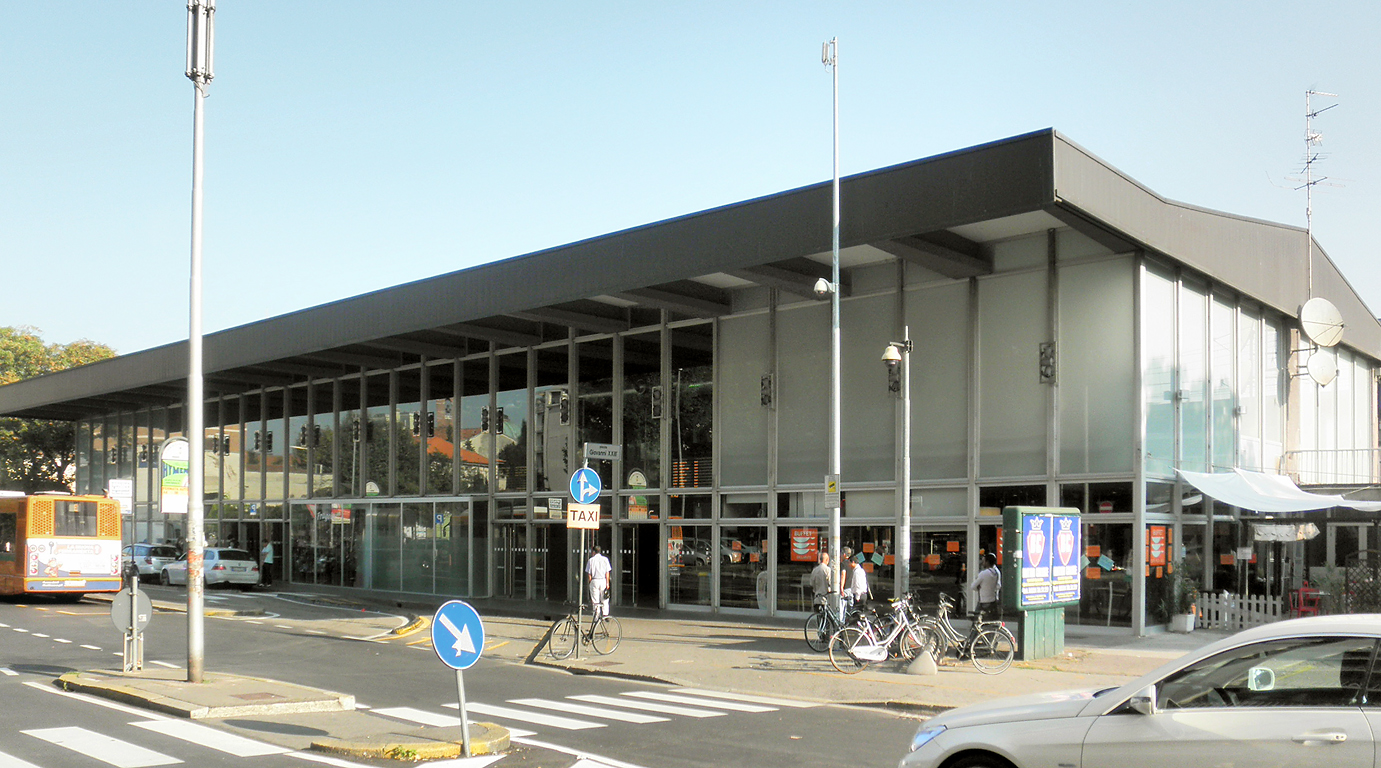
La stazione ferroviaria di Gallarate, che è annoverata tra le Centostazioni d'Italia

Le linee ferroviarie che attraversano l'Alto Milanese sono la Domodossola-Milano, Luino-Gallarate e Gallarate-Varese (gestite dalla società Rete ferroviaria italiana) e la linea Saronno-Novara con la sua diramazione Sacconago-Malpensa Aeroporto (gestita da Ferrovienord). Degna di nota è anche la Ferrovia della Valmorea, linea ferroviaria progressivamente depotenziata e dismessa che è stata parzialmente riattivata per fini turistici con trazione a vapore. Da segnalare la stazione di Gallarate, che è annoverata tra le Centostazioni d'Italia. In ambito ferroviario è degno di nota anche il terminal Hupac di Busto Arsizio, che è il più grande interporto tra ferrovia e strada d'Europa, avendo una capacità di circa 8 milioni di tonnellate l'anno e un volume annuale di traffico di 420 000 unità di trasporto intermodale (UTI)..

### Aeroporti
Nell'Alto Milanese sorge l'aeroporto di Milano-Malpensa, aeroporto intercontinentale situato nel comune di Ferno. È il principale aeroporto di riferimento per Milano, che lo gestisce tramite la Società Esercizi Aeroportuali (SEA). Nel 2019 sono transitati da Malpensa circa 28,8 milioni di passeggeri e 558 000 tonnellate di merci confermandolo il primo aeroporto d'Italia per traffico merci e secondo aeroporto d'Italia per traffico passeggeri dopo l'aeroporto di Roma-Fiumicino. È sede di diverse compagnie aeree, quali Air Italy, Alitalia, EasyJet, Blue Panorama Airlines, Ryanair, Ernest Airlines. Inoltre è l'hub per la compagnia aerea cargo Cargolux Italia e per le compagnie passeggeri Air Italy e Neos.

## Sport
(Franco Scoglio)

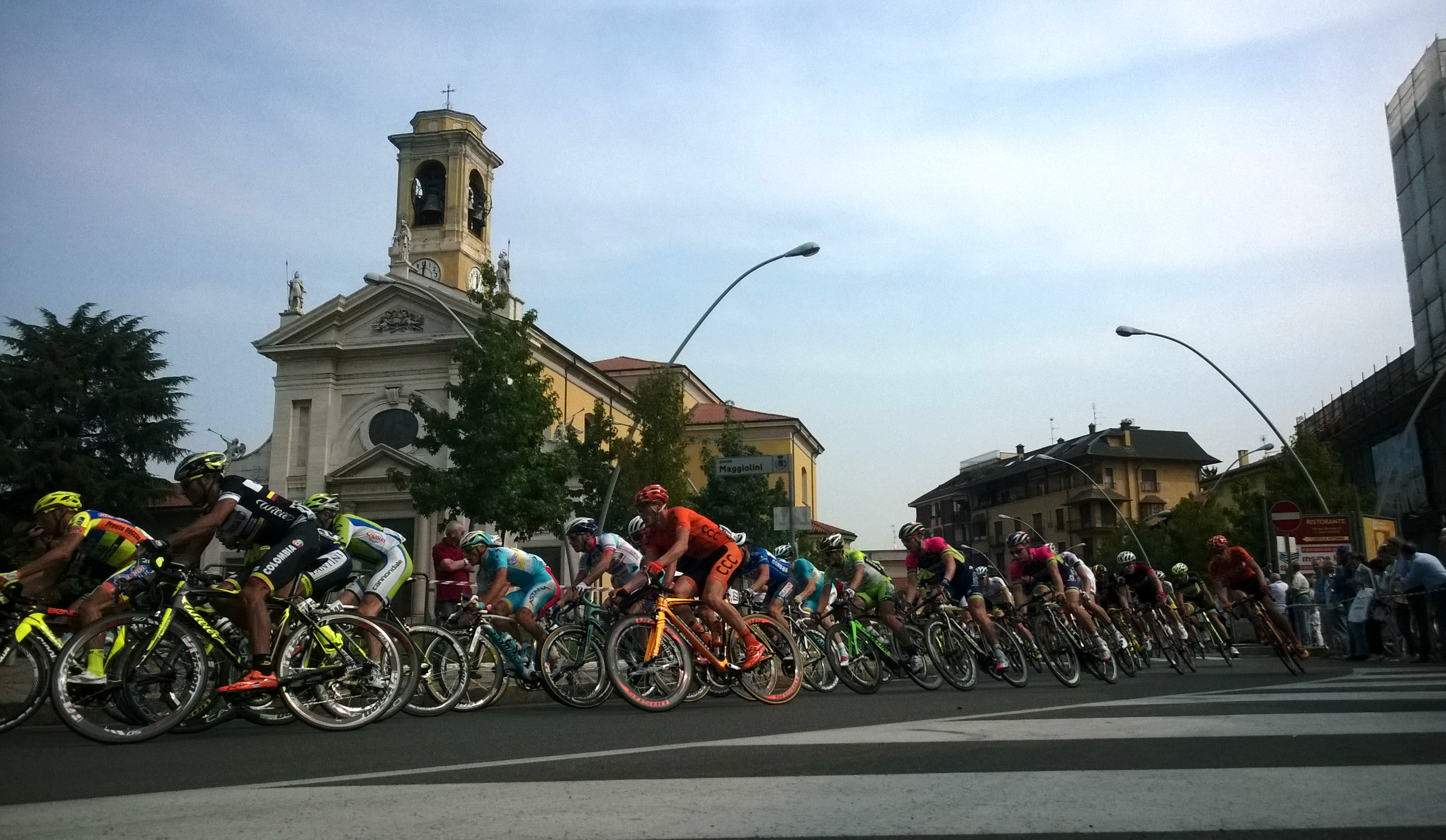
Un momento della Coppa Bernocchi 2014 a Parabiago

Un'immagine di Legnano-Pro Patria del 5 aprile 1931, 7ª giornata di ritorno del campionato di Serie A 1930-1931 di calcio, terminata

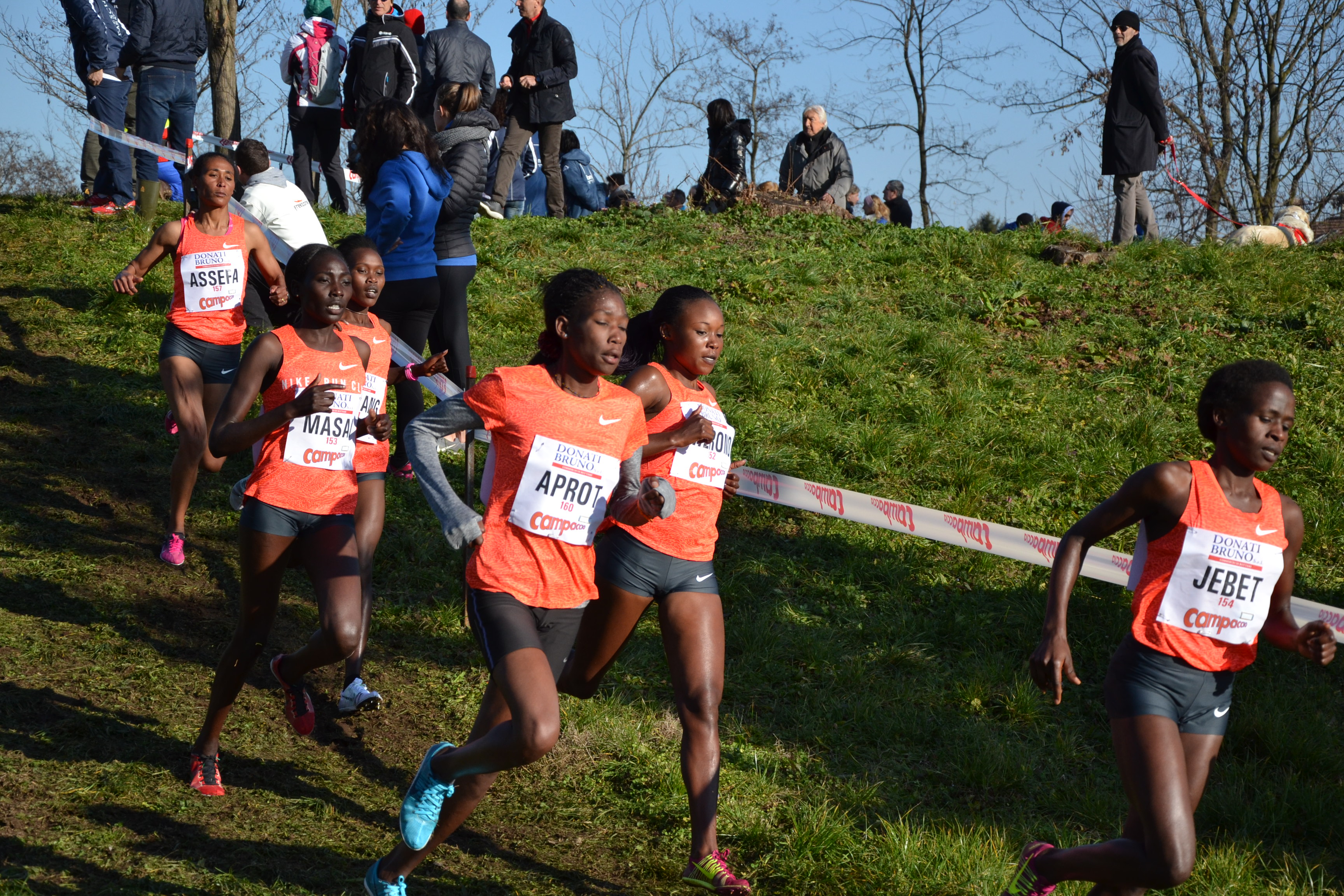
Un momento del Campaccio 2016

La rivalità calcistica più accesa dell'Alto Milanese è quella tra l'Associazione Calcio Legnano e la Pro Patria, che è la squadra calcistica più importante della confinante Busto Arsizio. Spesso i destini delle due squadre si sono incrociati, anche in Serie A, generando il derby calcistico dell'Altomilanese.
L'antagonismo tra le due squadre calcistiche nacque nel 1928, in occasione del primo scontro diretto ufficiale tra le due compagini, in un periodo in cui entrambe le formazioni ambivano, a fortuna alterne, alla Divisione Nazionale, che all'epoca era il nome del campionato di massimo livello del calcio italiano. Un derby Legnano-Pro Patria è stata l'occasione in cui è avvenuta l'intitolazione a Giovanni Mari dello stadio legnanese di via Pisacane.
La rivalità tra Legnano e Busto Arsizio, che non è solo calcistica, è antica di secoli. Attriti tra le due comunità esistono infatti sin dal Medioevo. In questa epoca storica Busto Arsizio gravitava intorno al Seprio, mentre Legnano era legata al suo antagonista, ovvero a Milano. Degno di nota è anche il derby pallavolistico femminile dell'Altomilanese, tra la Futura Volley Busto Arsizio e il Gruppo Sportivo Oratorio Pallavolo Femminile Villa Cortese, che si è disputato anche in Serie A1.
Nel corso degli anni si sono svolti altri derby dell'Alto Milanese, sia calcistici sia in altri sport, considerati minori perché mai disputati nelle rispettive massime serie. Un esempio può essere il derby dell'Altomilanese di basket, disputato in Serie B2 tra la Sangiorgese Basket di San Giorgio su Legnano e i Legnano Basket Knights.
Tra le competizioni sportive organizzate nell'Alto Milanese ci sono le corse campestri Campaccio e Cinque Mulini (entrambe incluse nel circuito internazionale dei Cross Country Permit della World Athletics), la gara ciclistica Coppa Bernocchi e il torneo San Giorgio su Legnano scacchi. Quest'ultimo è entrato nel Guinness dei primati per il maggior numero di partecipanti a una competizione scacchistica, contando ben novecentoventisei concorrenti, tra cui l'allora campione del mondo FIDE Anatolij Karpov, mentre al Campaccio e alla Cinque Mulini, che sono tra degli eventi più importanti del loro genere in Italia, partecipano atleti di fama internazionale, tra cui campioni olimpici e mondiali.
In particolare la Coppa Bernocchi è una corsa in linea maschile di ciclismo su strada che si svolge tra l'Alto Milanese e il Varesotto. Intitolata ad Antonio Bernocchi e organizzata dall'Unione Sportiva Legnanese, fa parte del calendario dell'UCI Europe Tour, classe 1.1. Insieme alla Tre Valli Varesine e alla Coppa Agostoni forma il "Trittico Lombardo".
Nell'Alto Milanese si sono svolti i Campionati europei di corsa campestre 2006 e il Campionato europeo di scherma 2012, con i primi che si sono disputati a San Giorgio su Legnano e il secondo a Legnano.